# Câmpia Libertății

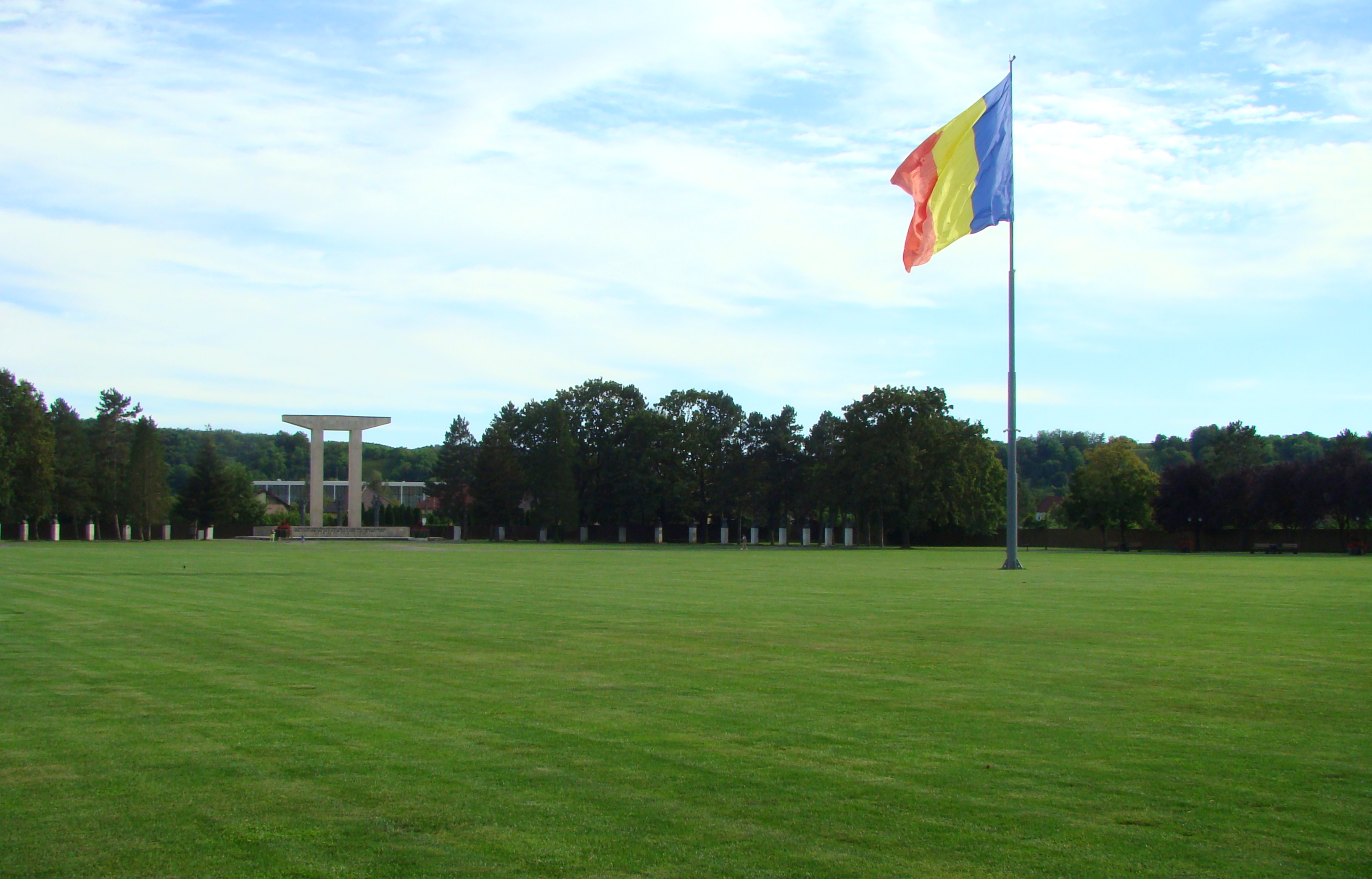
Câmpia Libertății (august 2023)

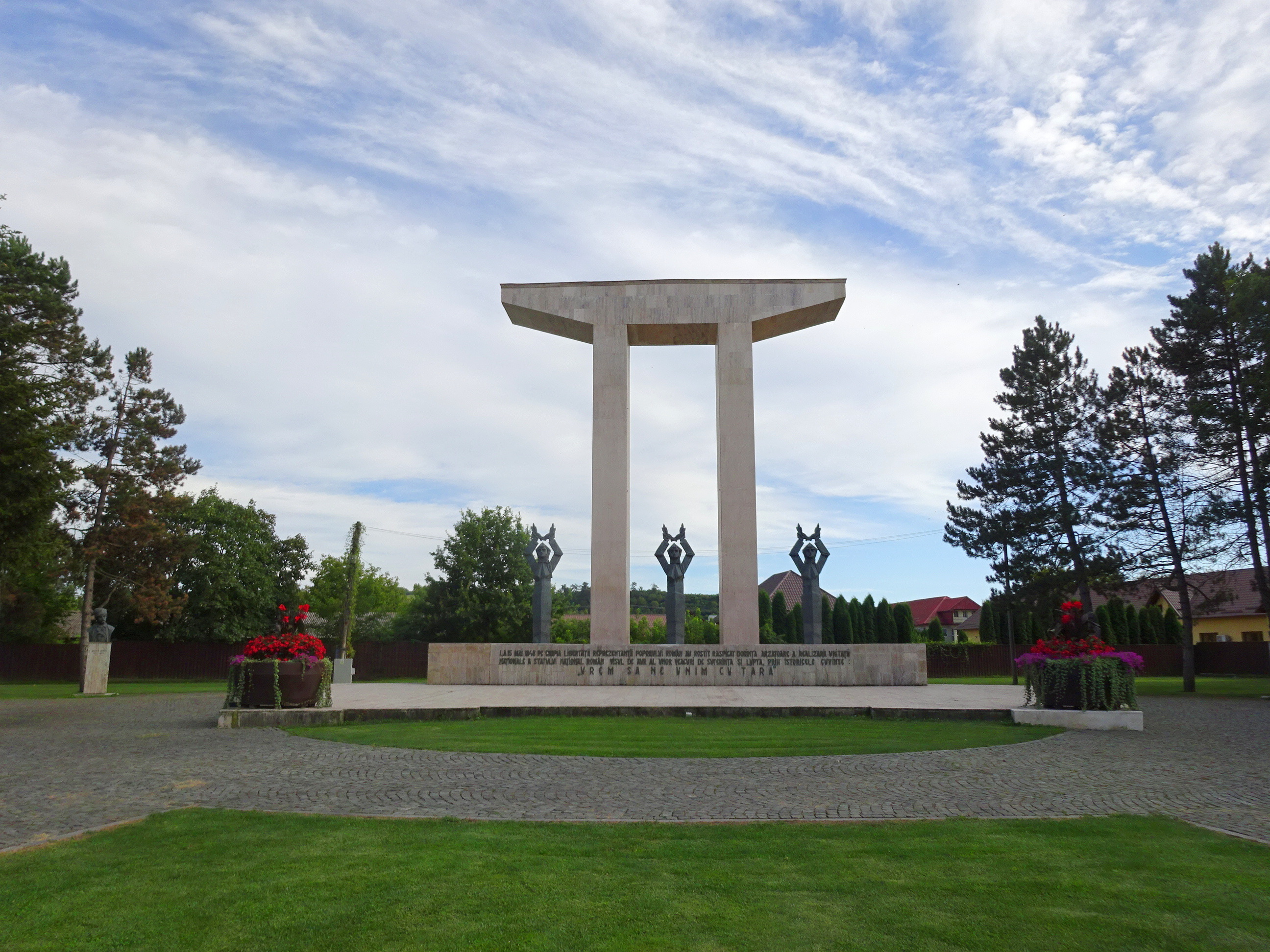
Ansamblul monumental „Gloria”, care domină Câmpia Libertății, a fost inaugurat în anul 1977 și este opera sculptorului Ion Vlasiu. La baza monumentului construit din travertin, înalt 18 m, reprezentând poarta de intrare ]n istorie, sunt încrustate cuvintele „Vrem să ne unim cu țara!”. Poarta este străjuită de trei statuete feminine, turnate în bronz, care țin deasupra capului cununi din laurii gloriei și care simbolizează cele trei țări românești: Țara Românească, Moldova și Transilvania.

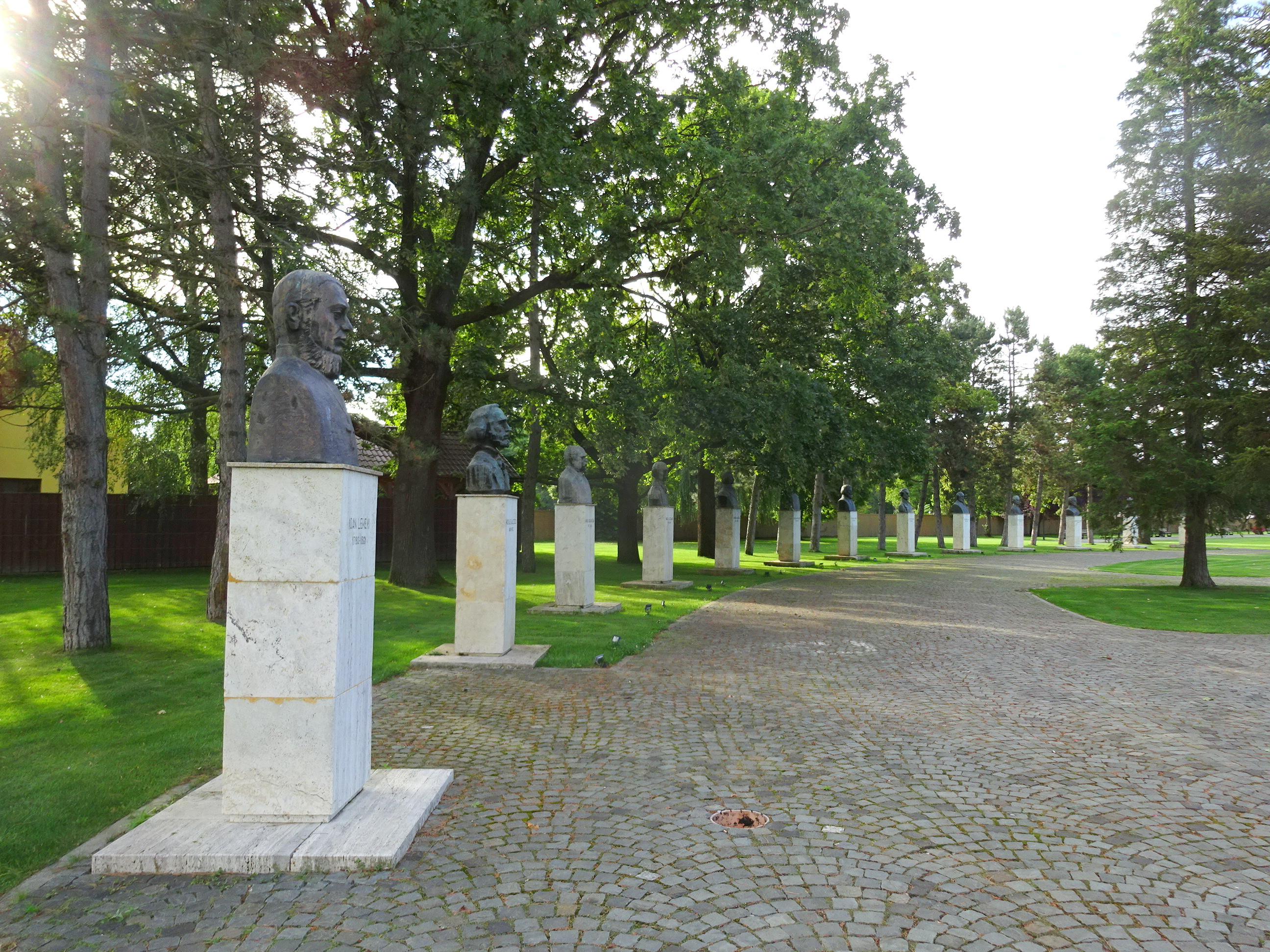
În formă de semicerc, în dreapta și în stânga monumentului, se află o suită de 26 de busturi din bronz reprezentând pe cei mai de seamă cărturari și revoluționari din țările românești. 24 dintre ele au fost dezvelite în anul 1973, fiind realizate de sculptori renumiți: Ion Vlasiu, Ion Jalea, Ion Irimescu, Marius Butunoiu. Împreună acestea formează Aleea Revoluției. Aleea a fost întregită în anul 2003 cu încă două busturi, ale celor doi președinți ai Adunării dim 3-15 mai 1848, episcopii Andrei Șaguna și Ioan Lemeny.

Câmpia Libertății (mai demult „Râtul grecilor”) se află în orașul Blaj, Transilvania, România. A fost locul unde s-au ținut două adunări naționale în timpul revoluției de la 1848, în luna mai și apoi în septembrie.
În data de 15 mai 1848 s-a ținut aici Adunarea de la Blaj, cu participarea a 30.000-40.000 de persoane.
La 15 mai 1948 a fost sărbătorit cu mare fast, în prezența lui Gheorghe Gheorghiu-Dej și a lui Petru Groza, centenarul Adunării de la Blaj. Câmpia Libertății a fost decorată cu portrete ale lui Karl Marx, Friedrich Engels și Lenin, respectiv cu panouri purtând inscripția „Trăiască RPR!” În cadrul acestei manifestații mitropolitul ortodox Nicolae Bălan de la Sibiu a rostit un discurs de chemare a uniților la ortodoxie, fapt care avea să coincidă cu ofensiva explicită a guvernului Groza împotriva Bisericii Române Unite. Episcopului unit Ioan Suciu nu i s-a îngăduit să vorbească. Episcopul ortodox Nicolae Popoviciu a refuzat să mai ia cuvântul în momentul în care a văzut că manifestația fusese deturnată de autoritățile comuniste.
Între 1973 și 1977 pe câmp a fost înălțat un monument compus dintr-o piesă centrală, numită "Gloria" și 26 de busturi înfățișând conducători ai Revoluției Române de la 1848, precum și figuri remarcabile ale culturii române. Sculptori precum Ion Vlasiu, Ion Irimescu, Ion Jalea și Marius Butunoiu au contribuit la realizarea acestui monument, clasat și el ca monument istoric, cu cod LMI AB-III-a-B-00408.
În data de 2 iunie 2019 papa Francisc a celebrat euharistia duminicală pe Câmpia Libertății, în cadrul căreia a proclamat beatificarea a șapte episcopi, între care și Ioan Suciu, cel căruia nu i s-a permis să ia cuvântul în 15 mai 1948.

## Imagini

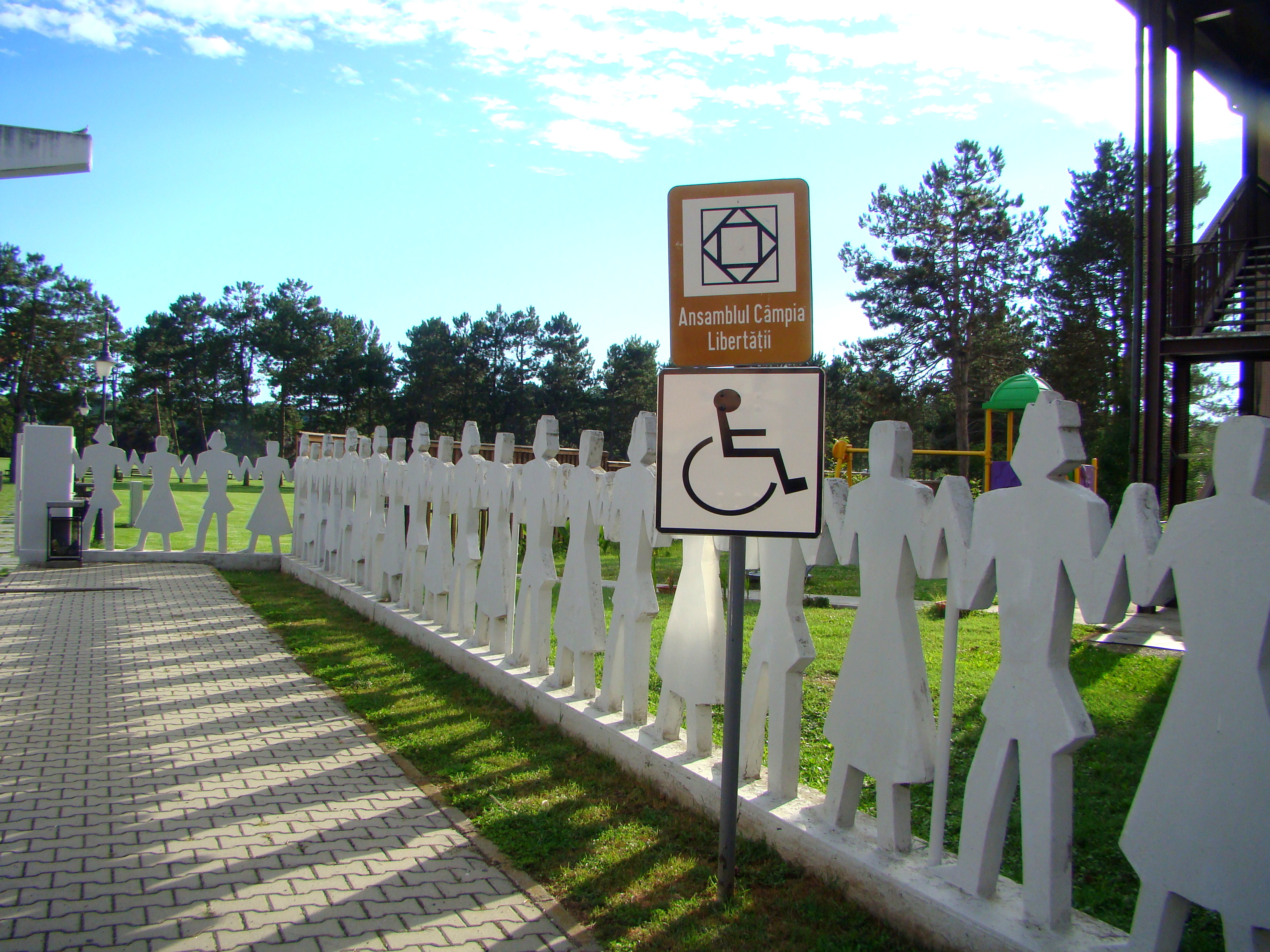
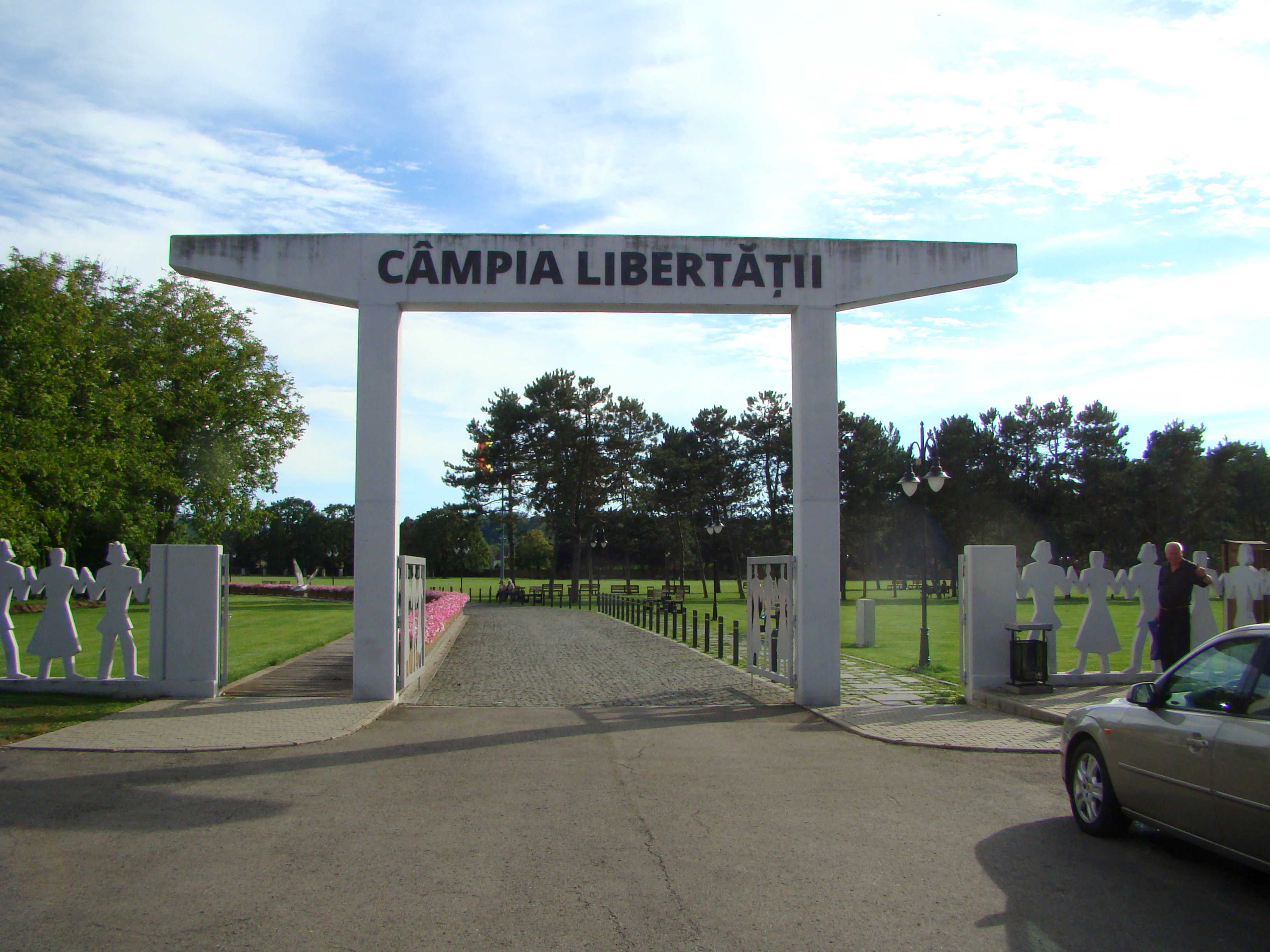
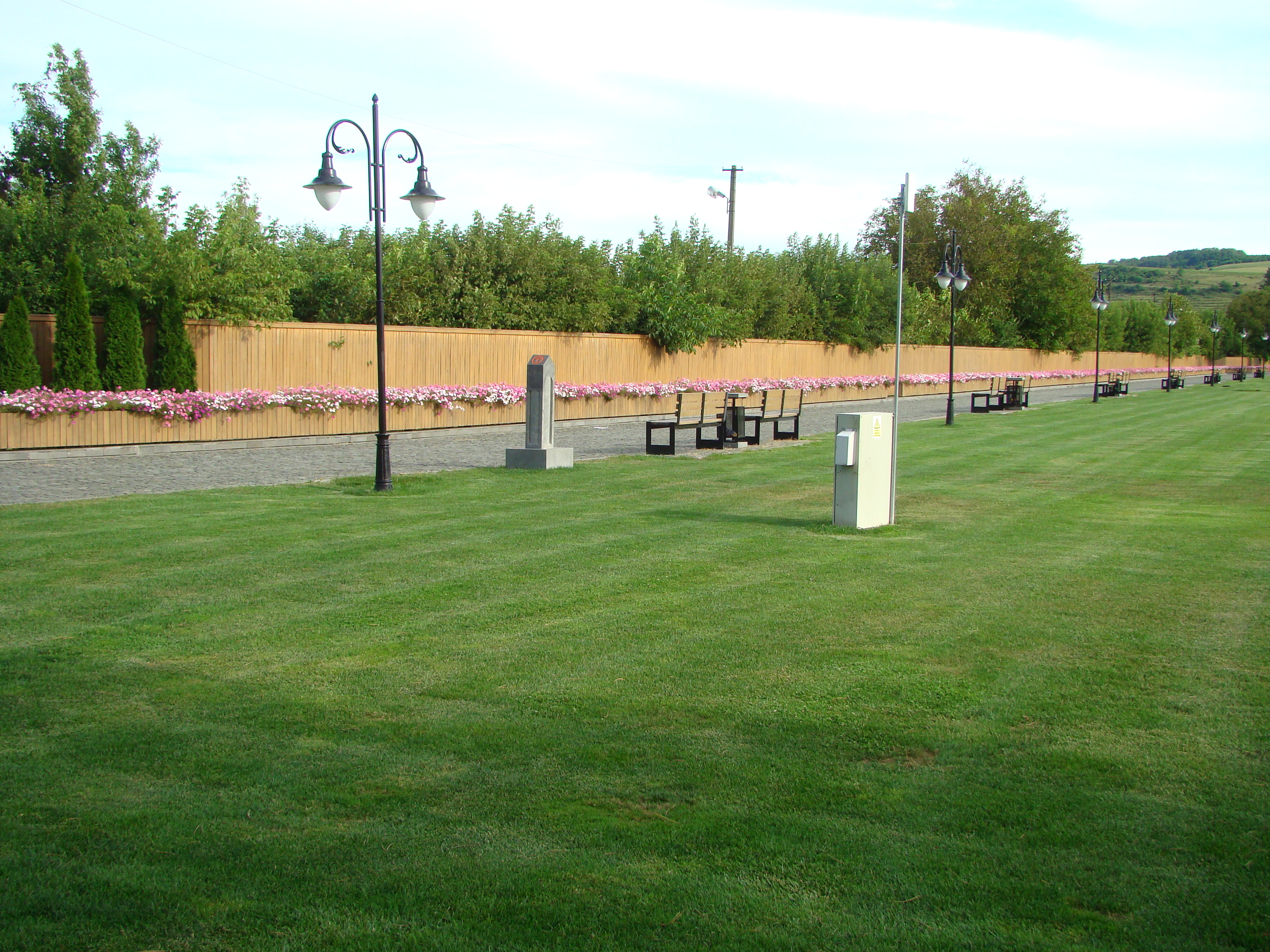
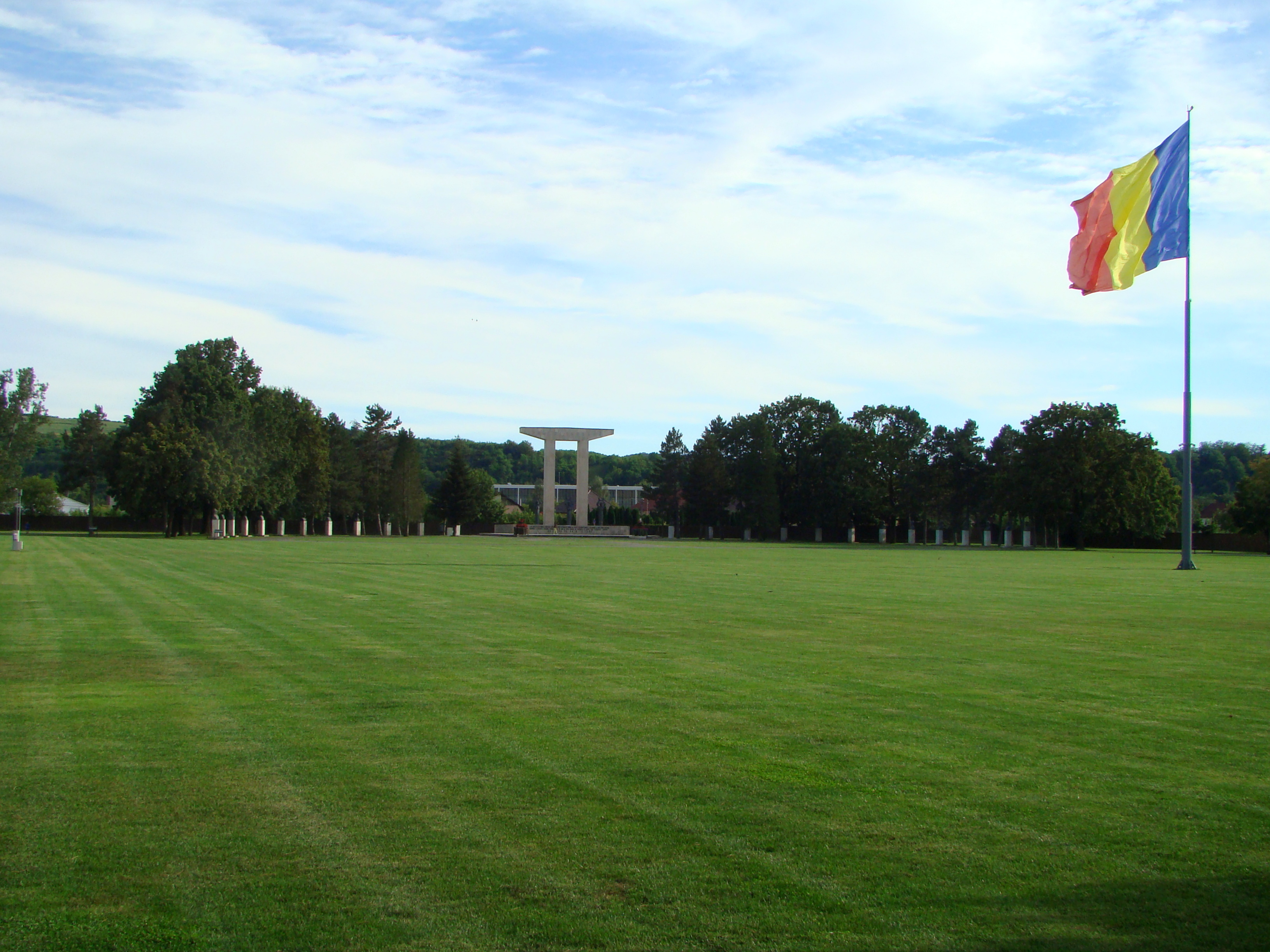
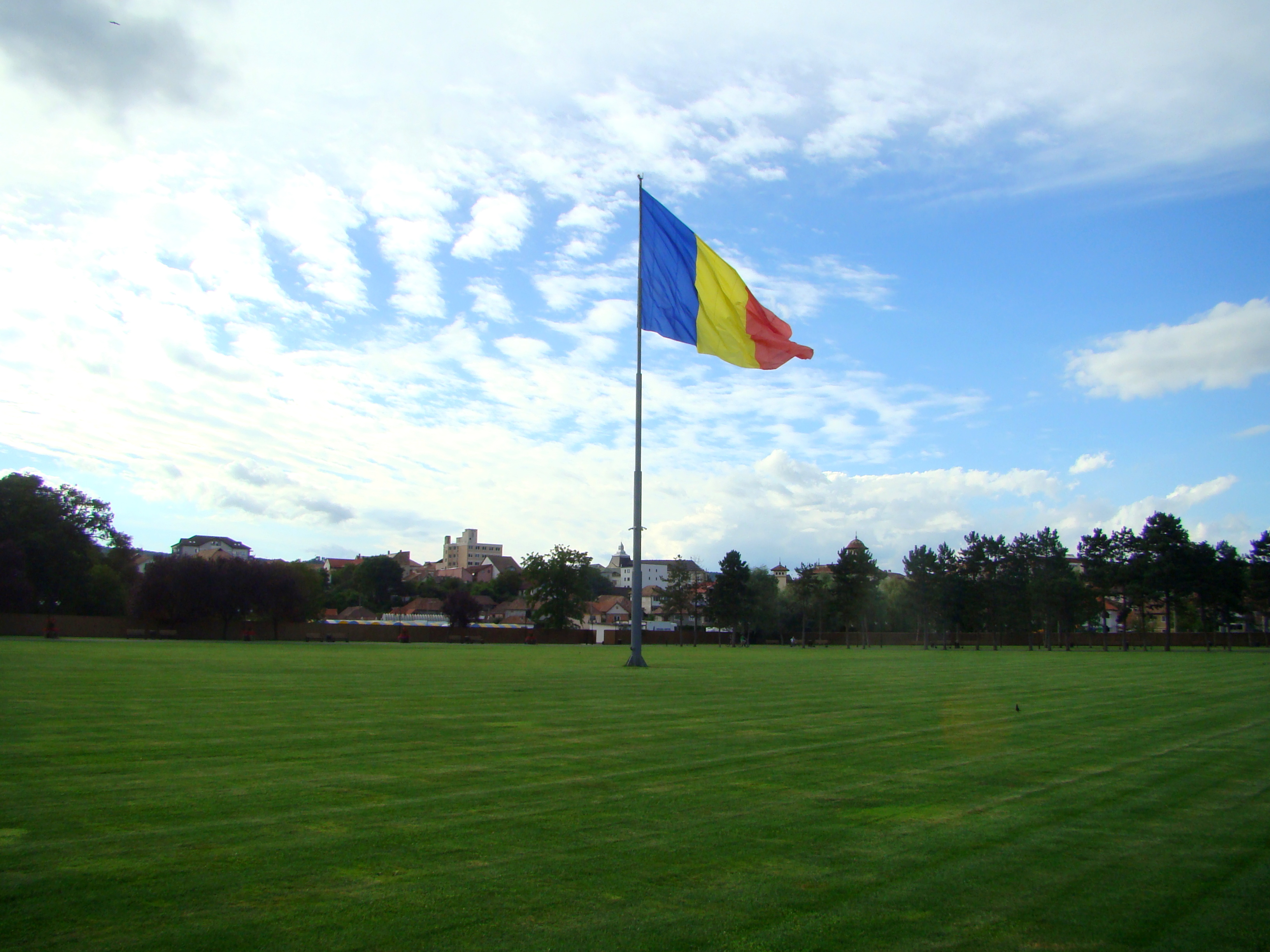
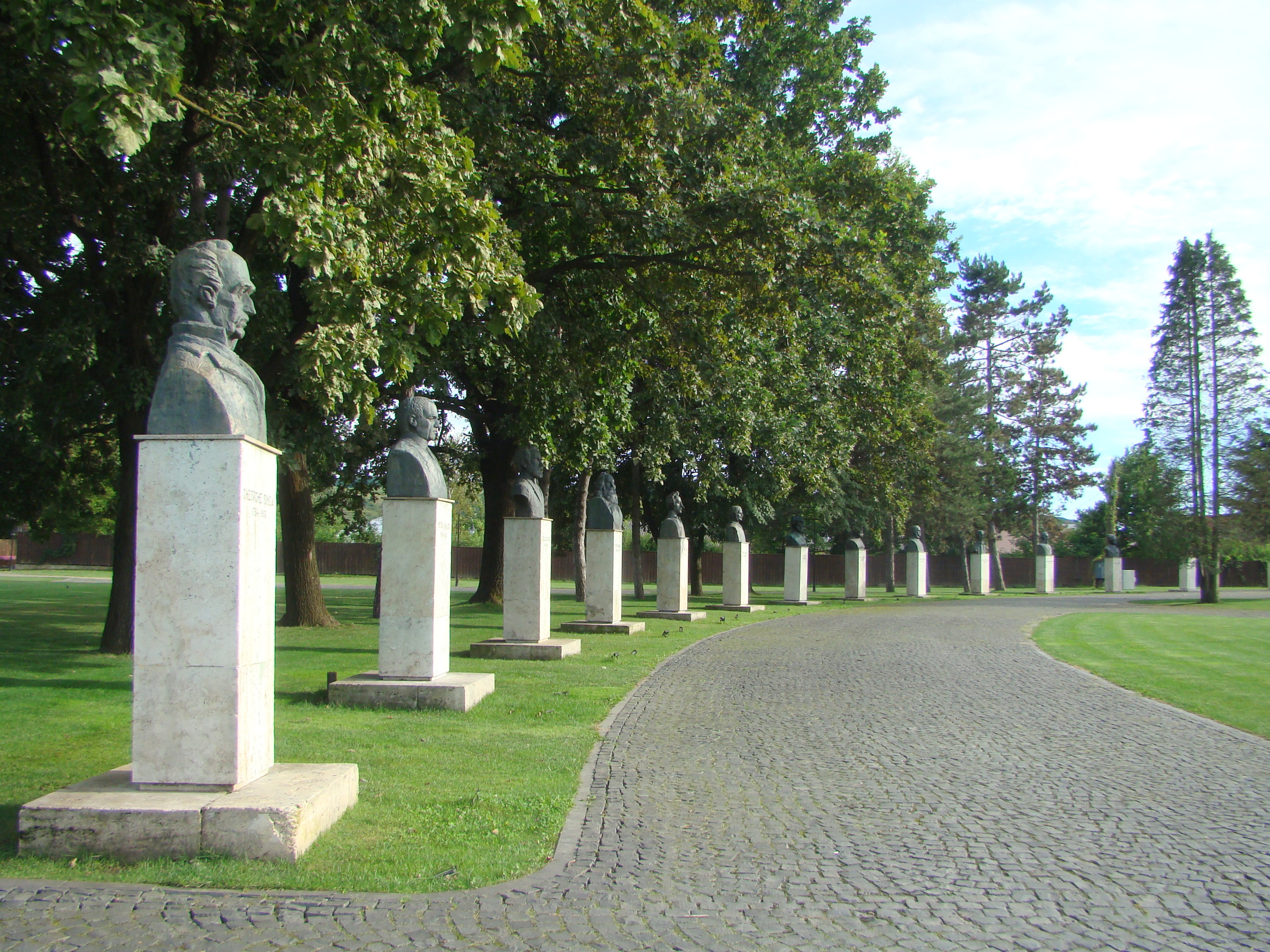
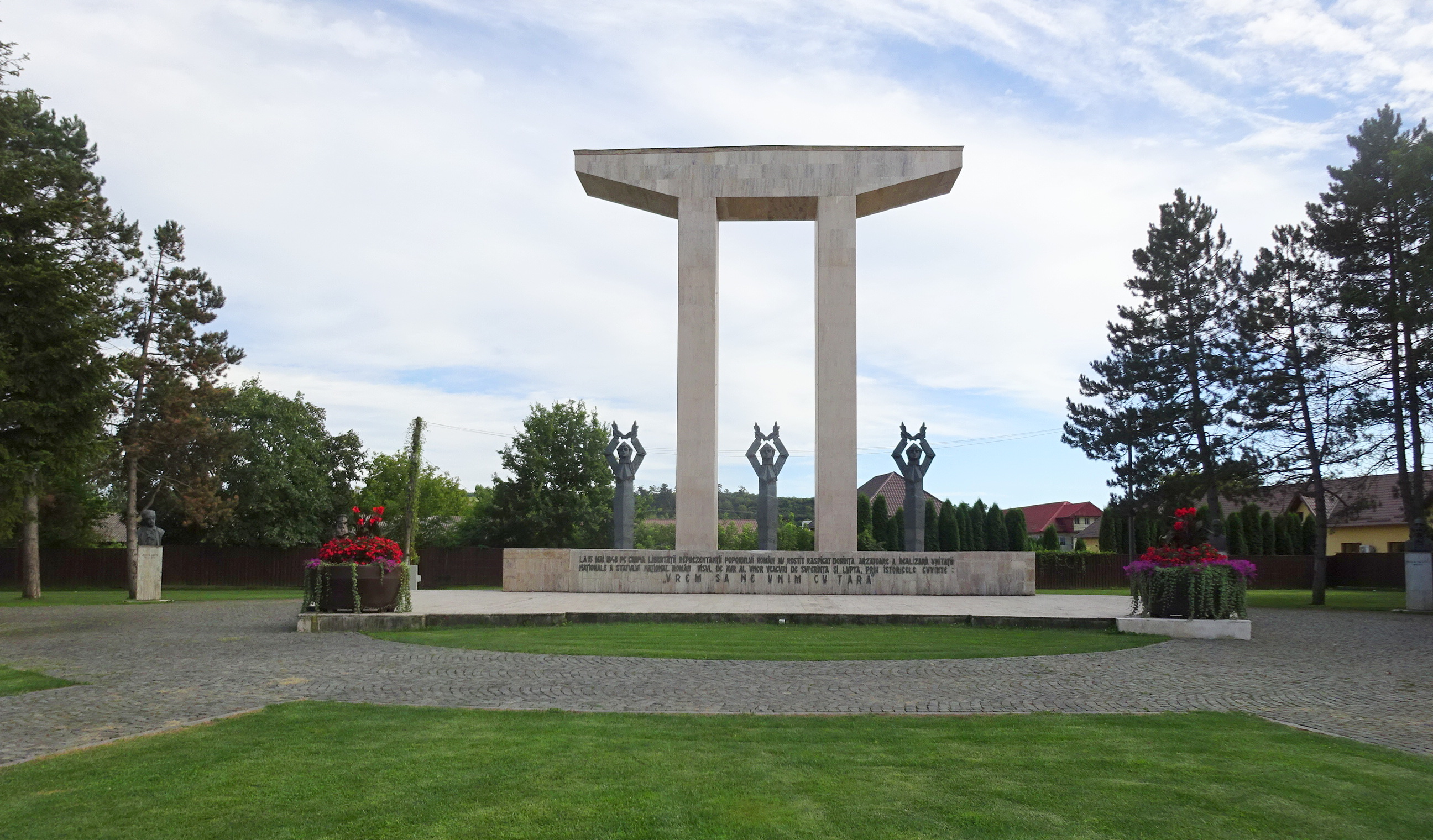
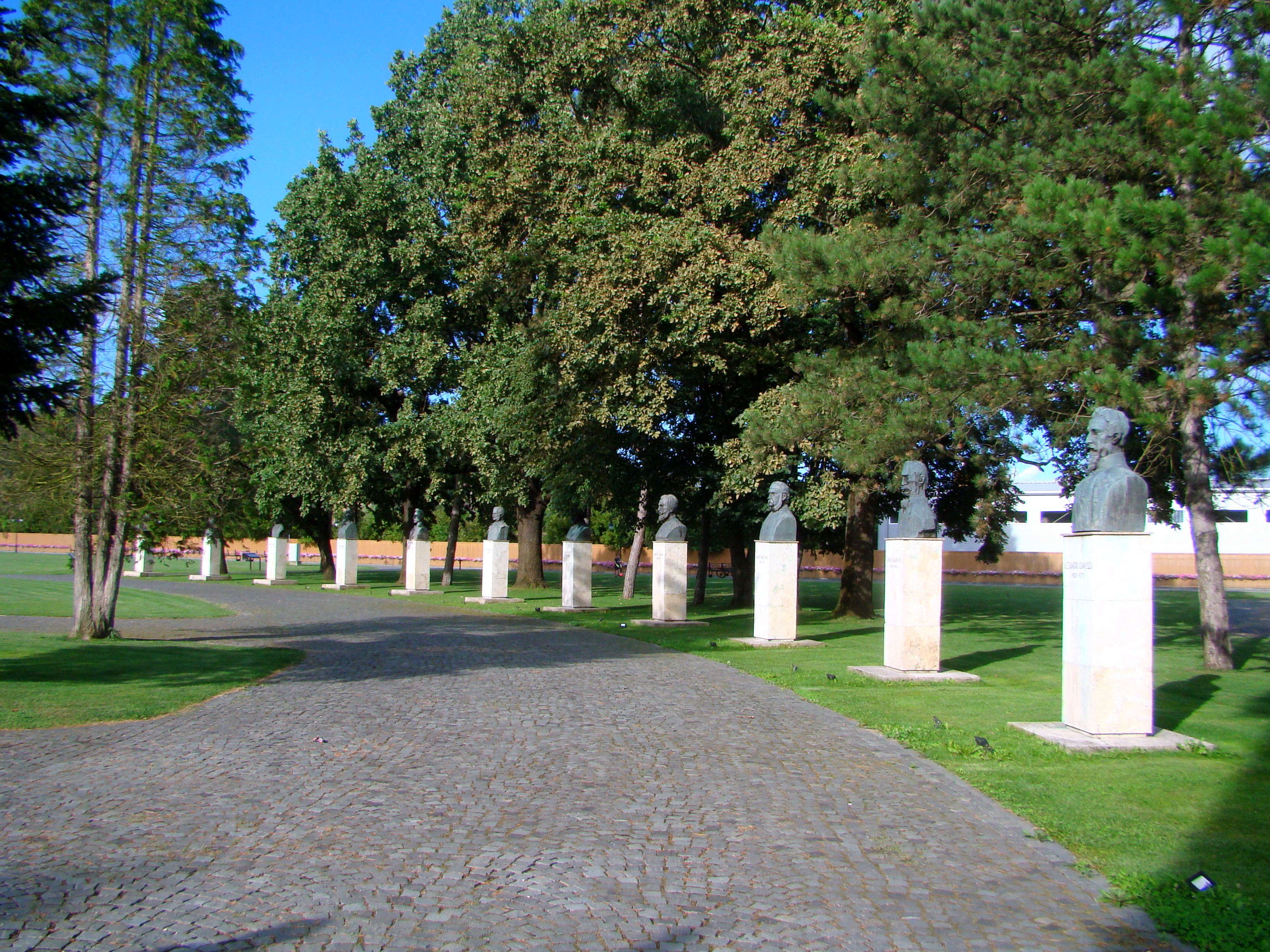
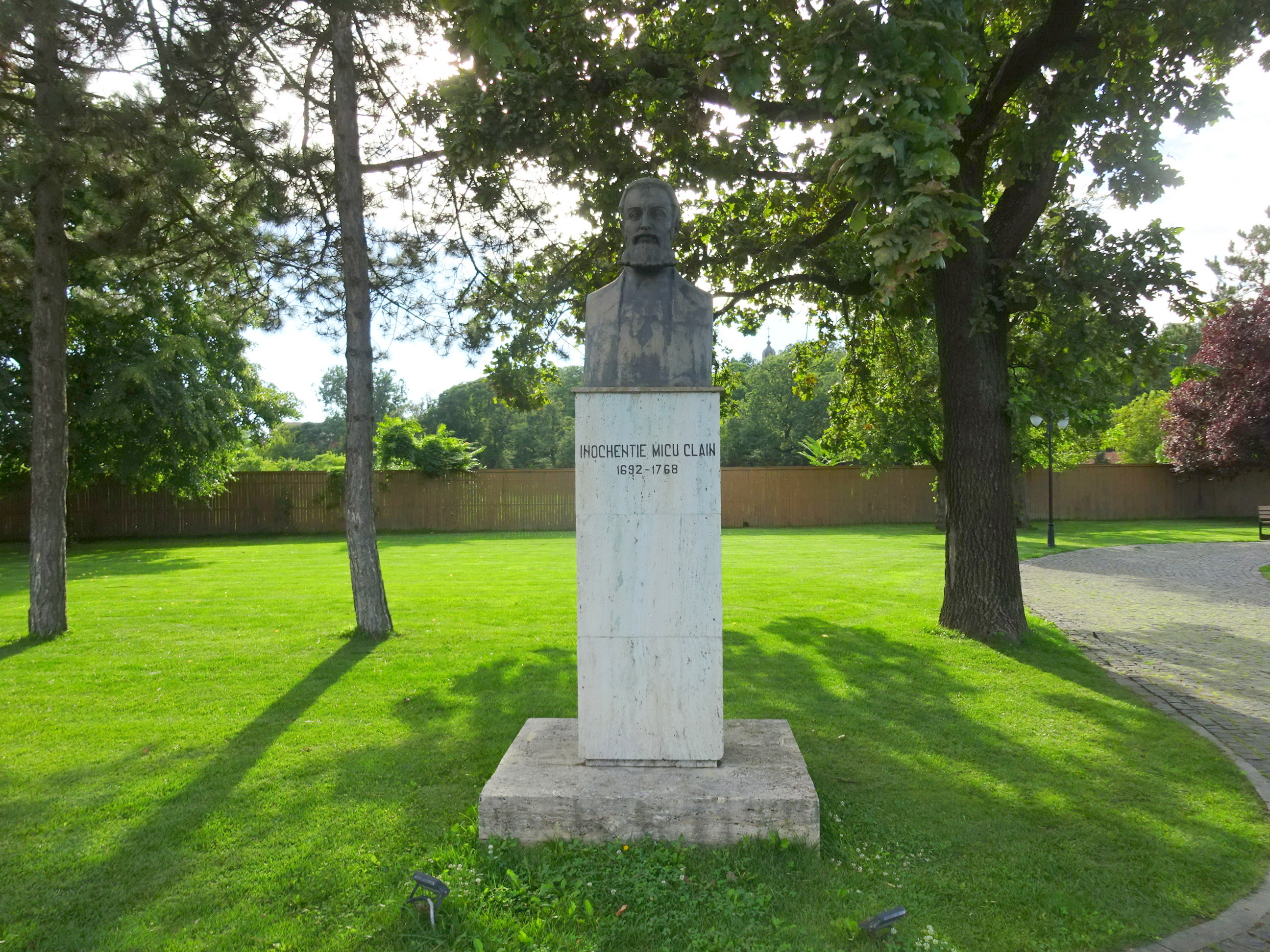
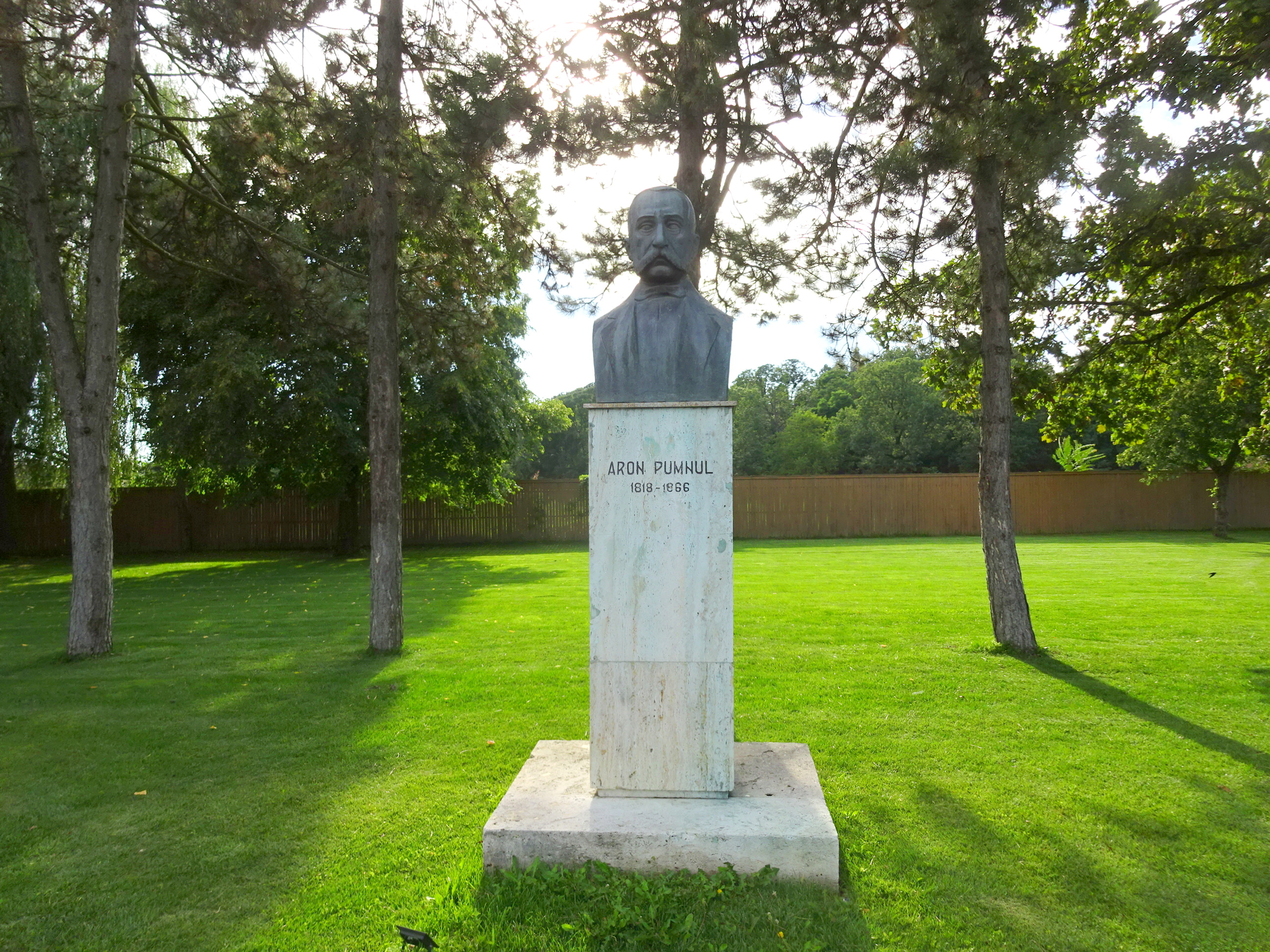
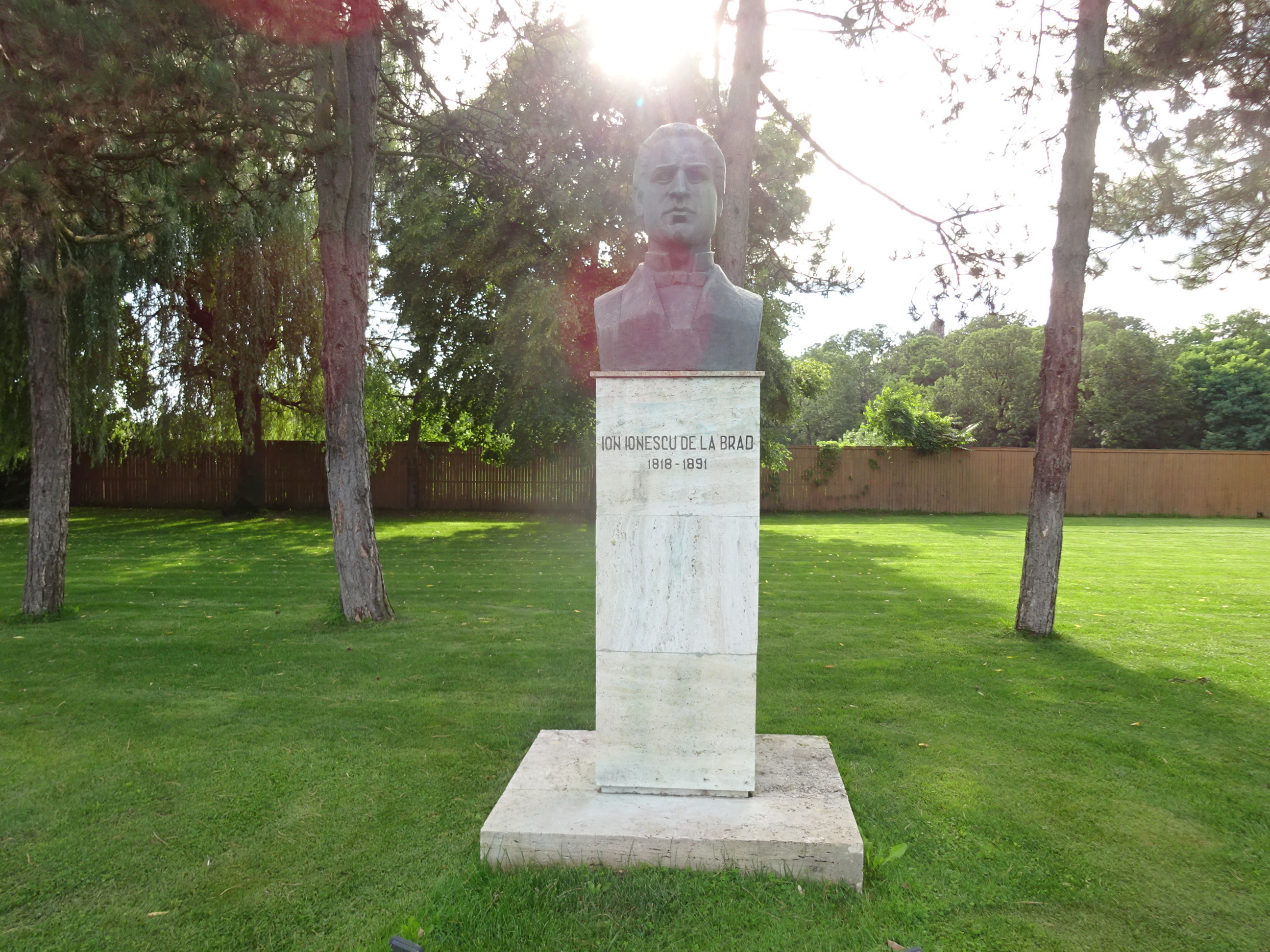
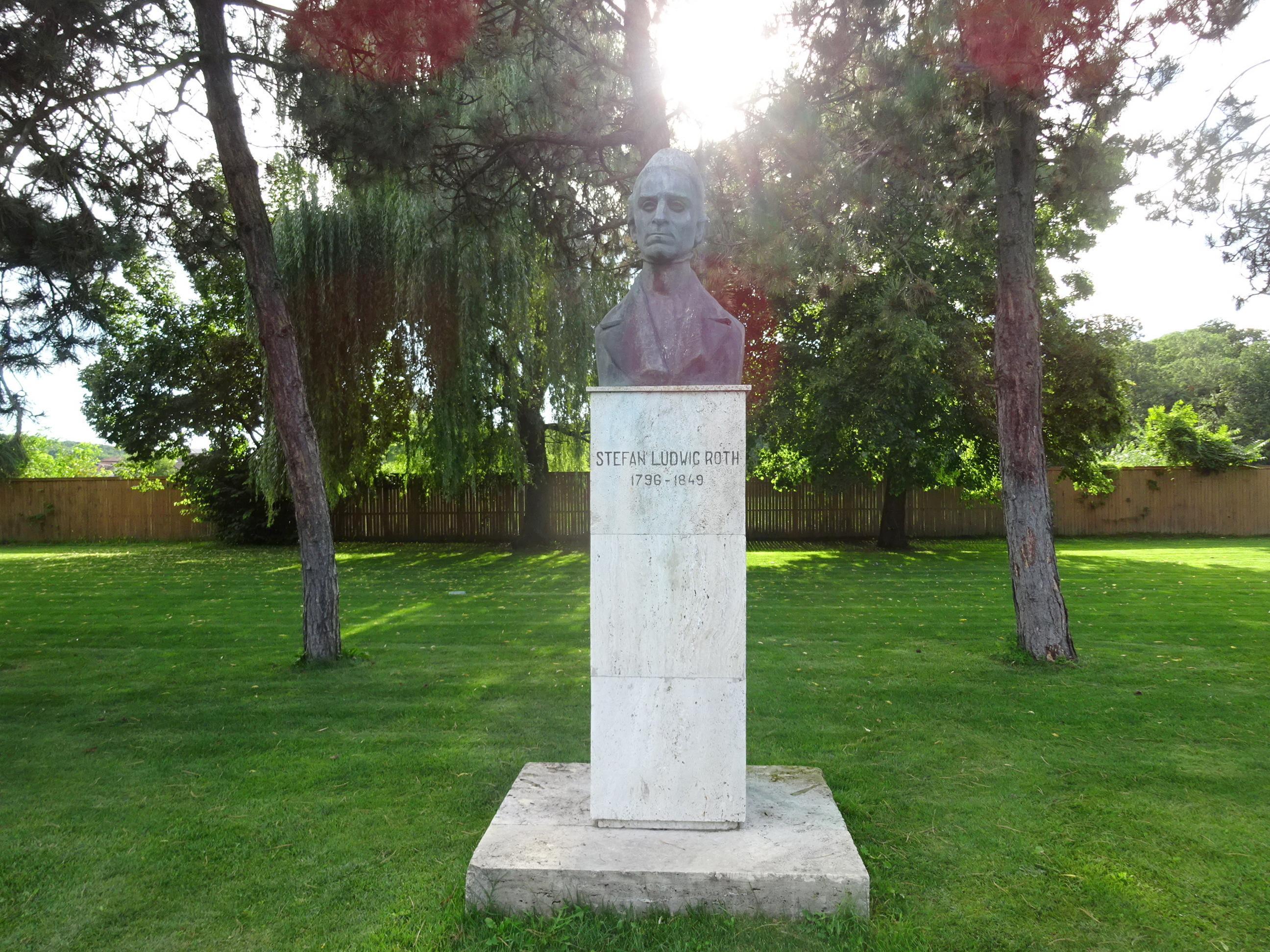
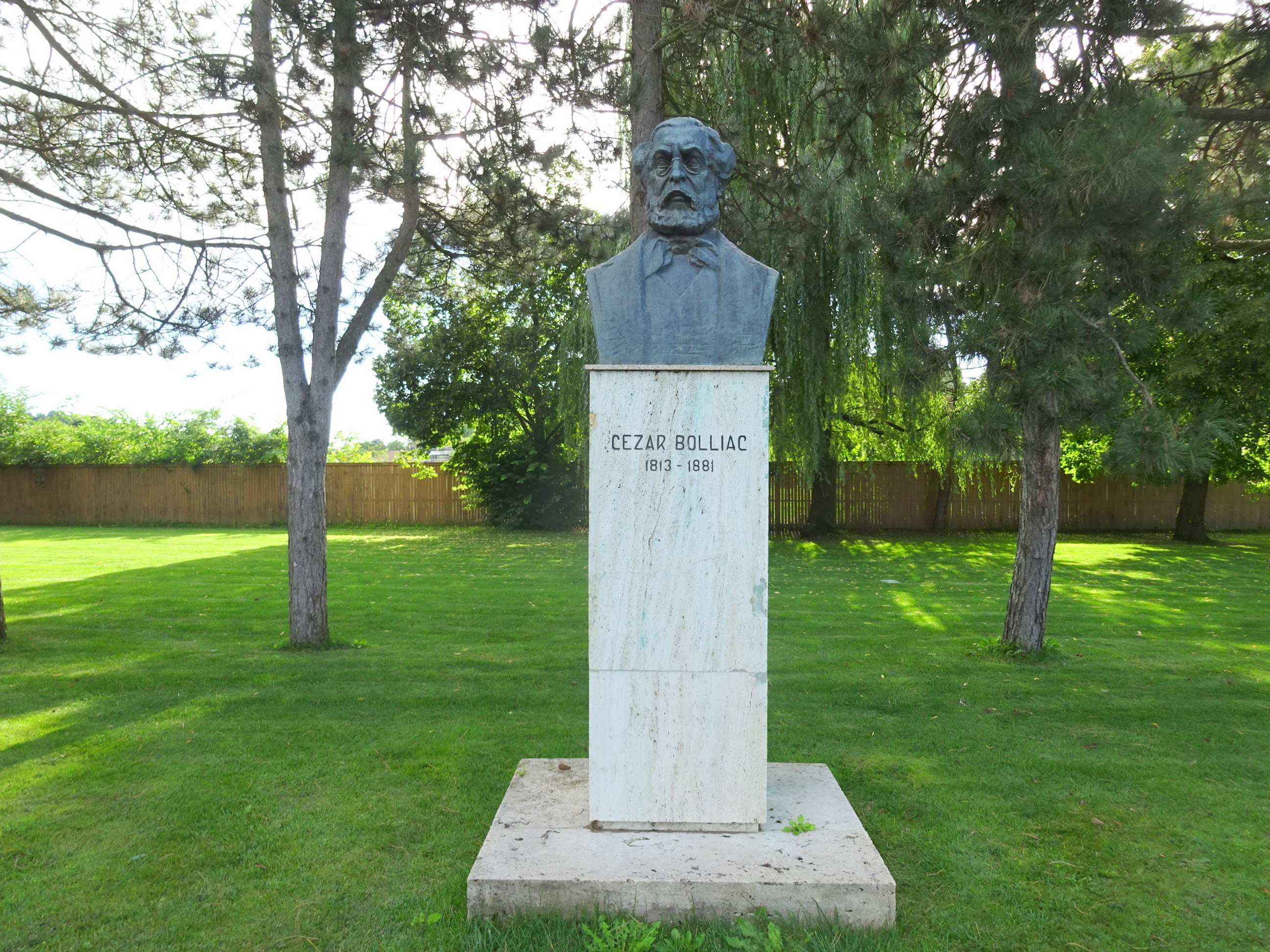
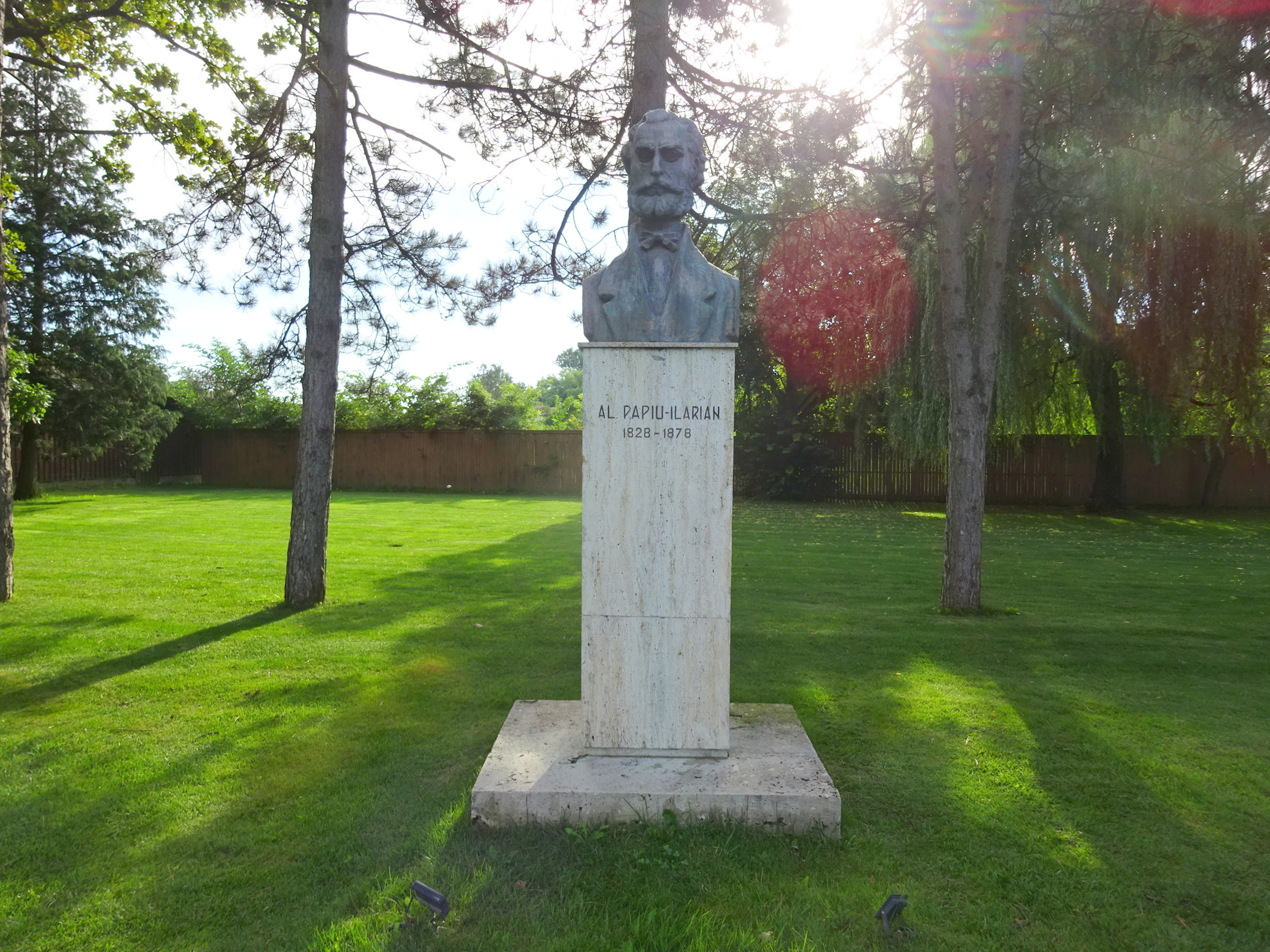
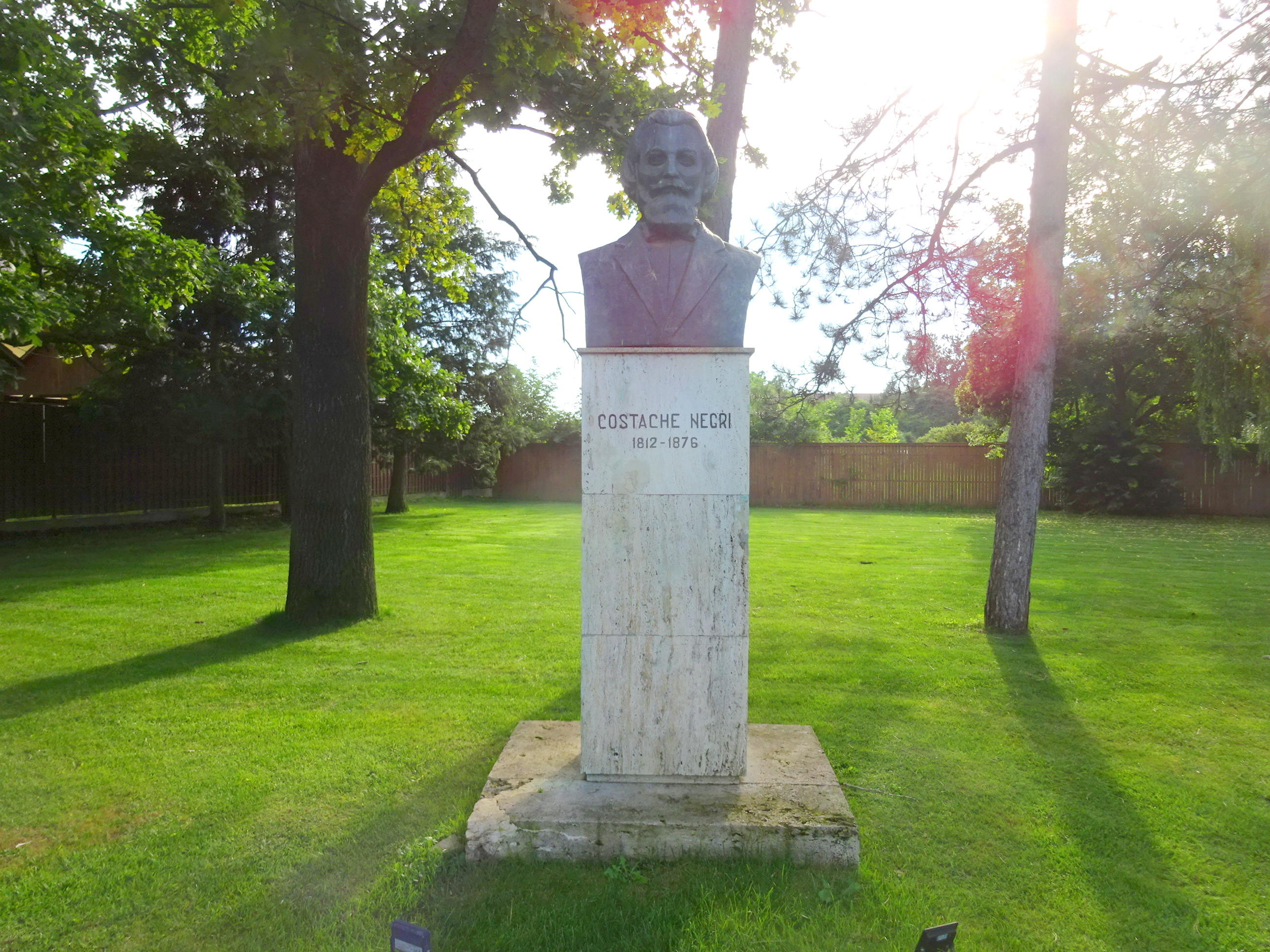
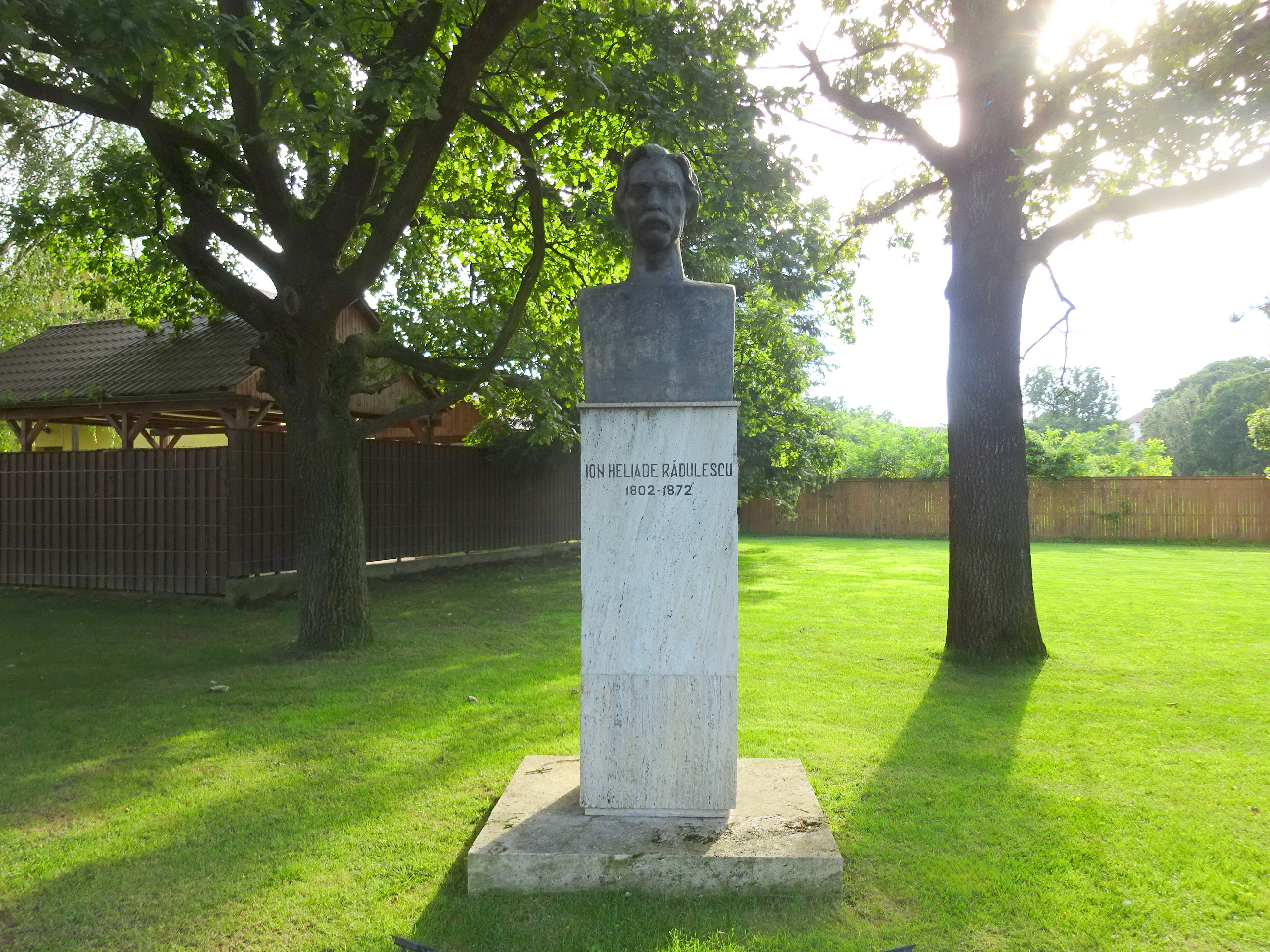
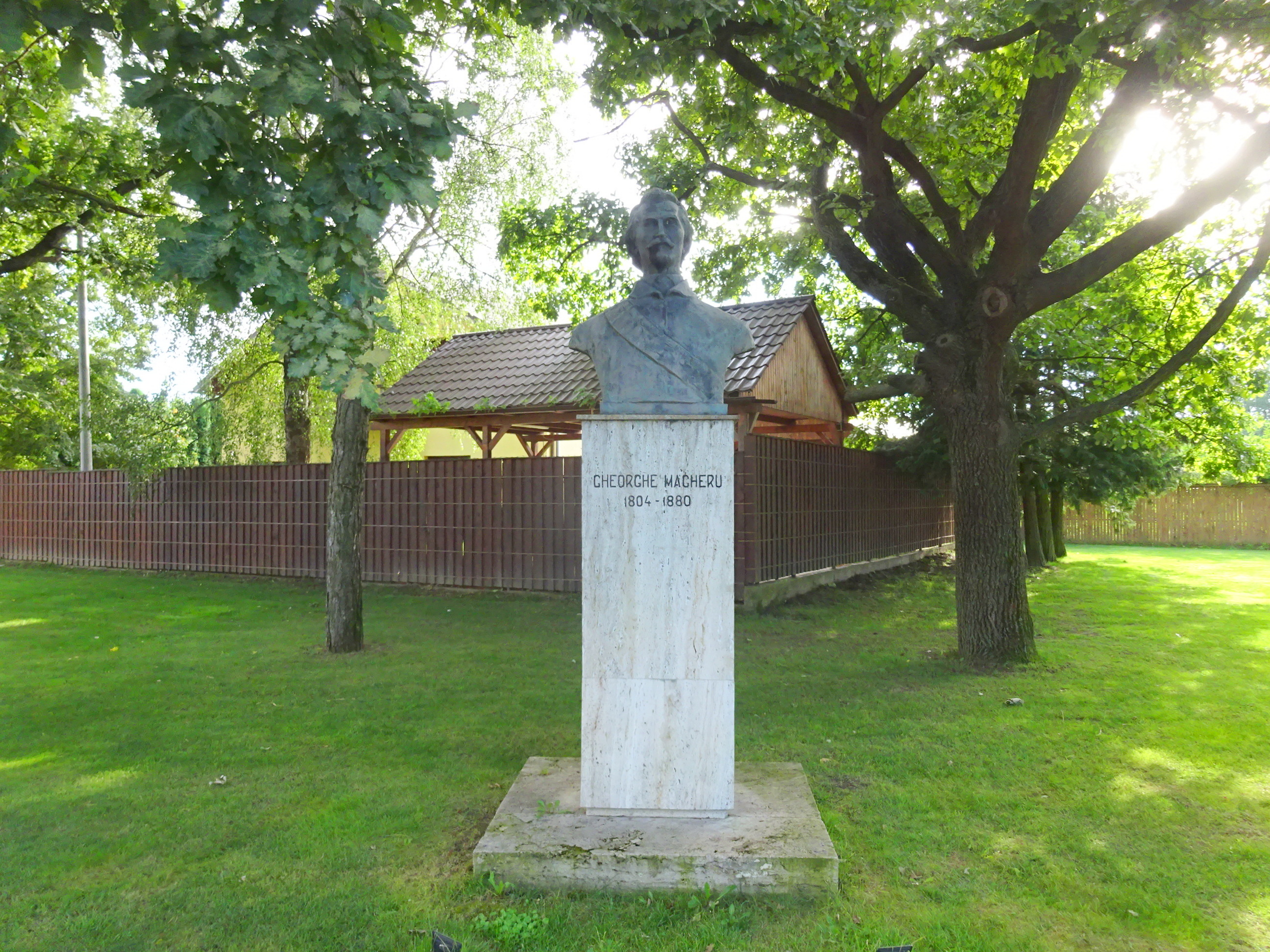
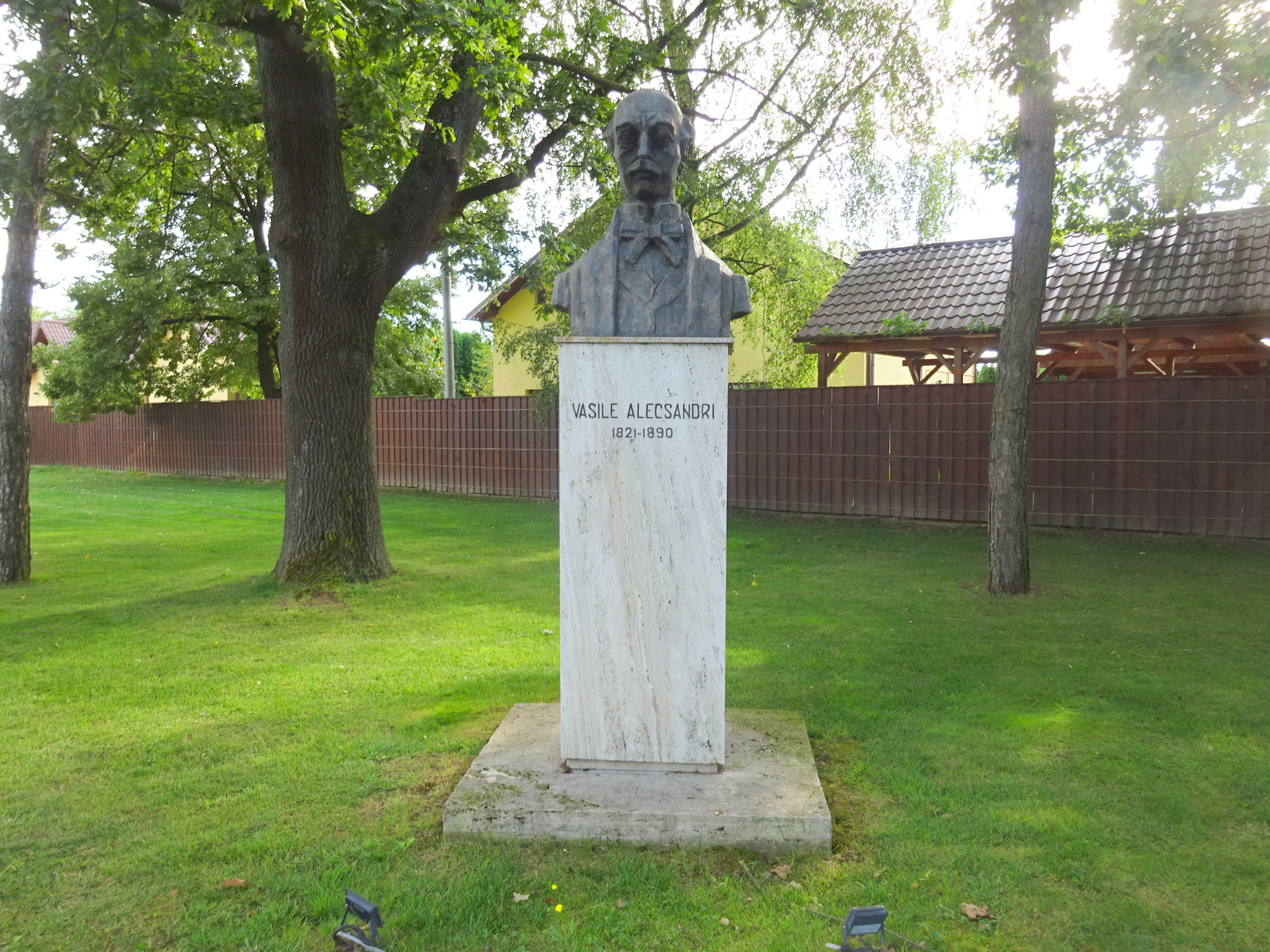
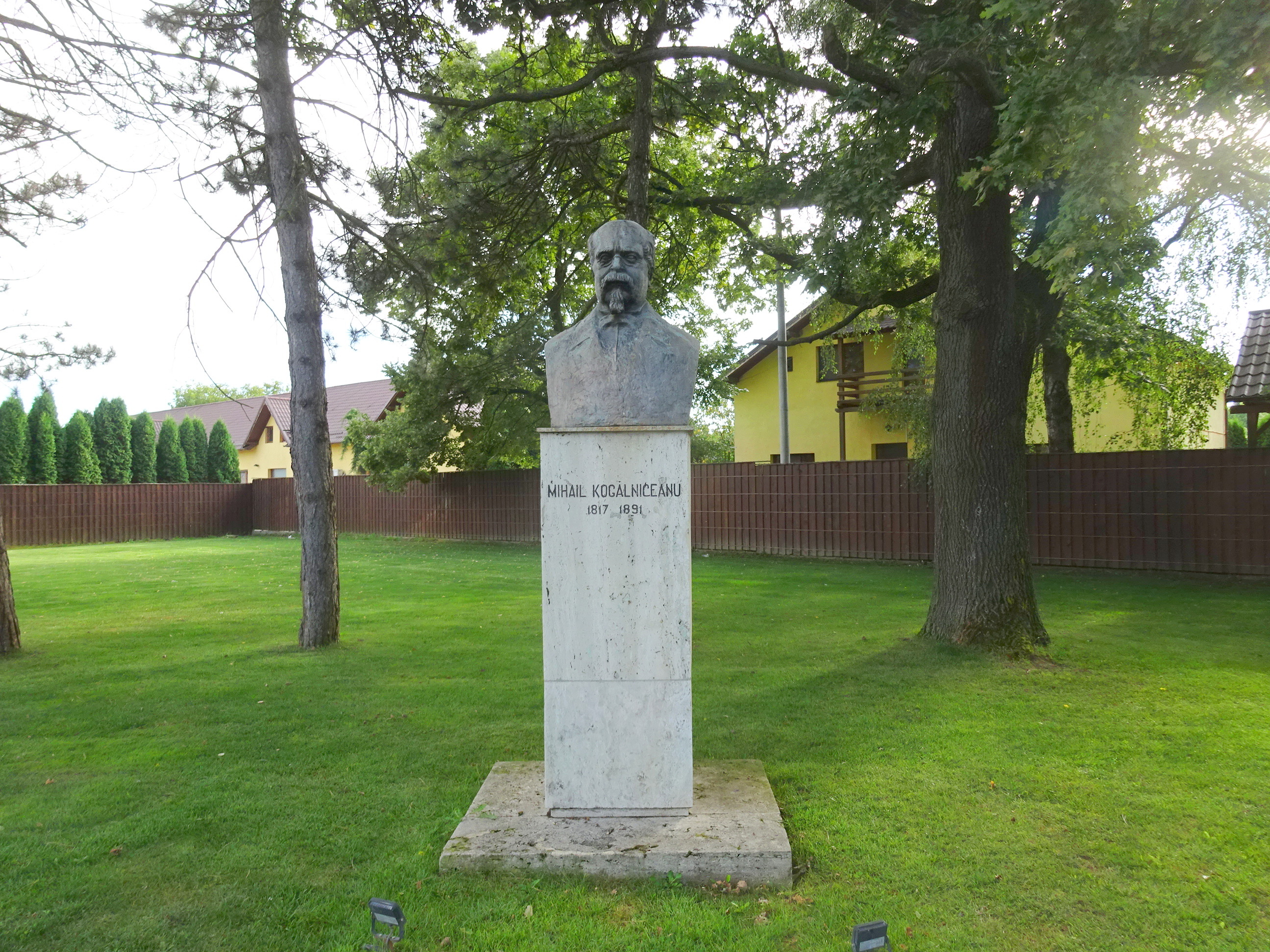
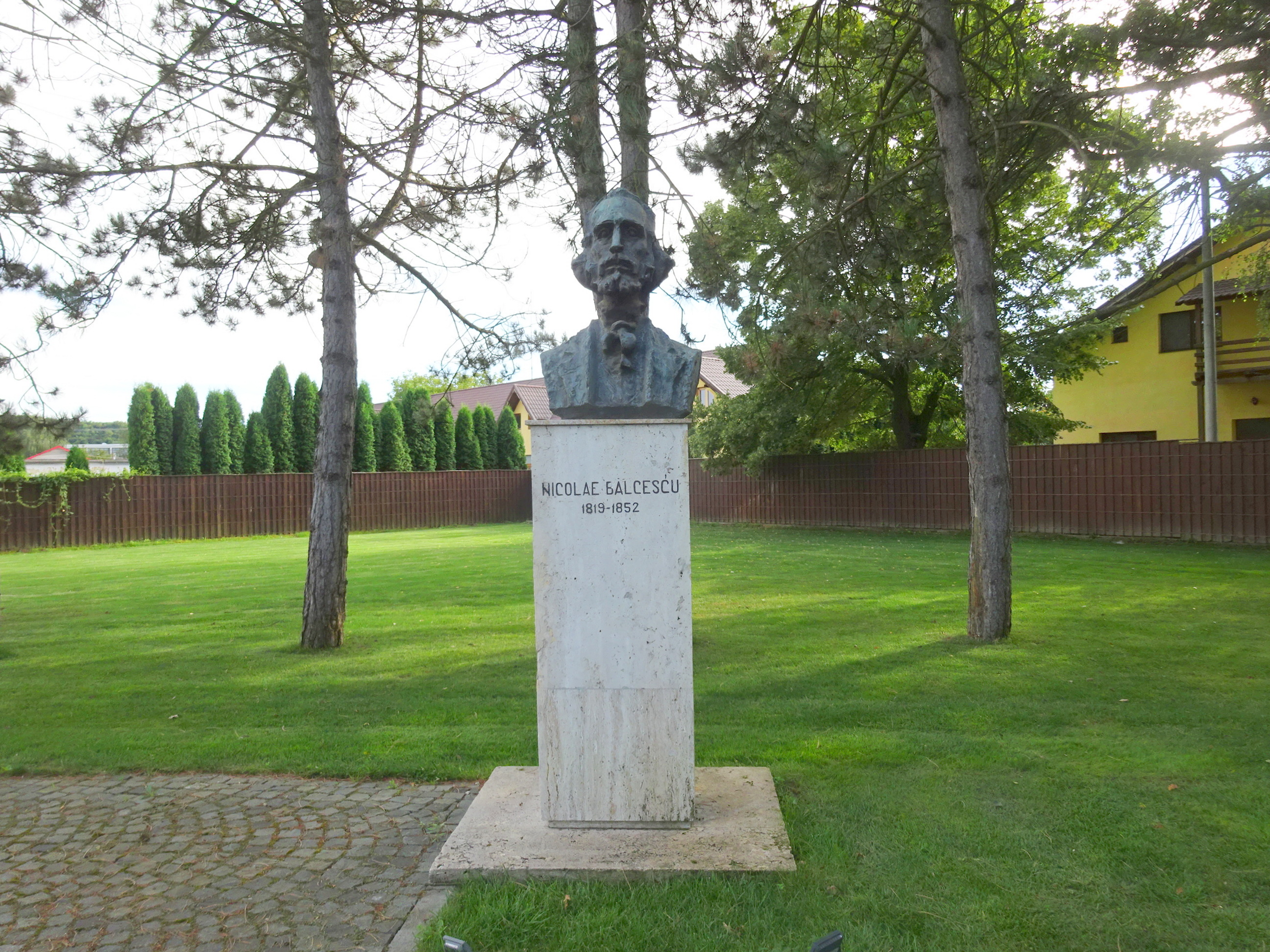
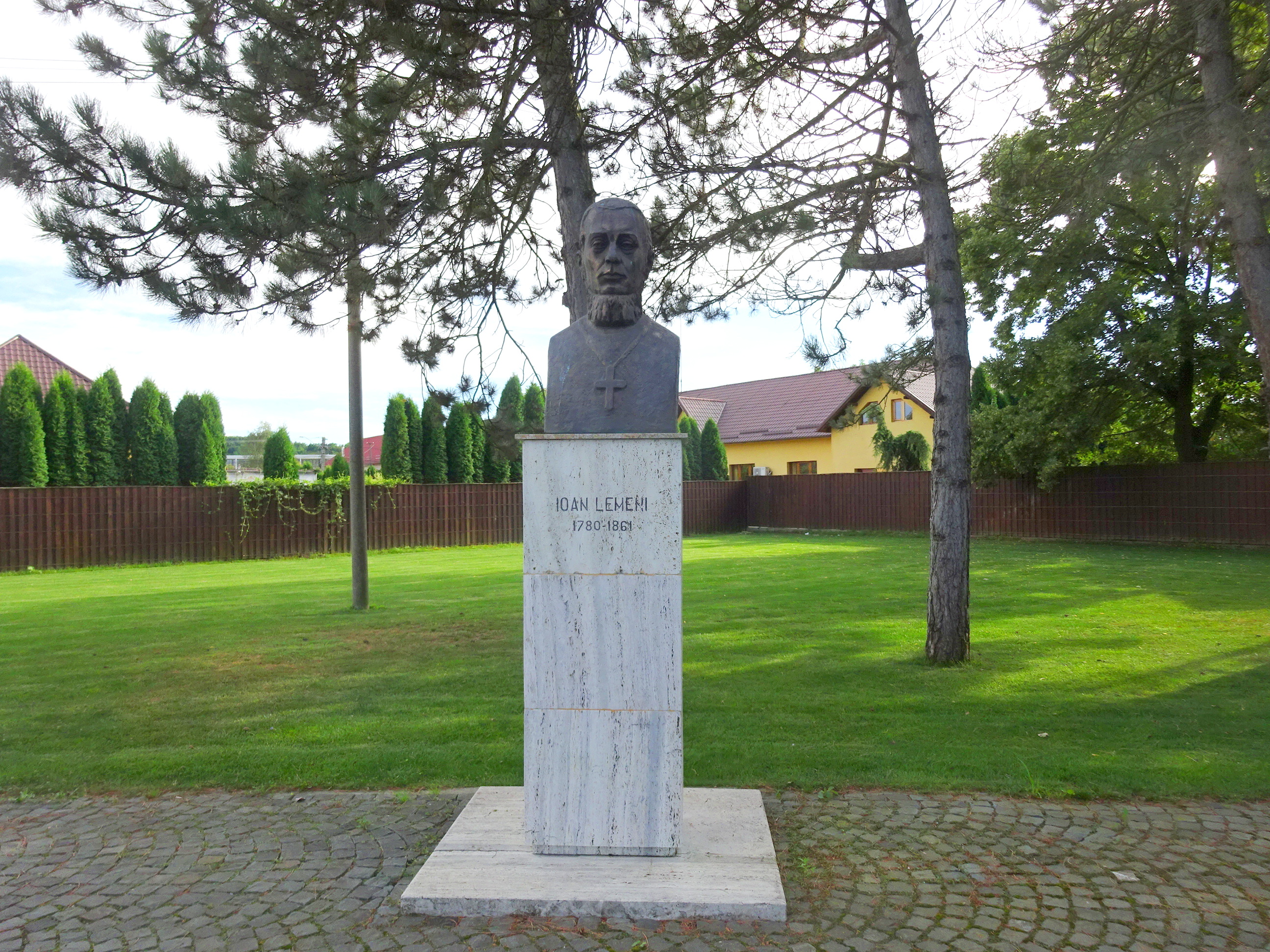
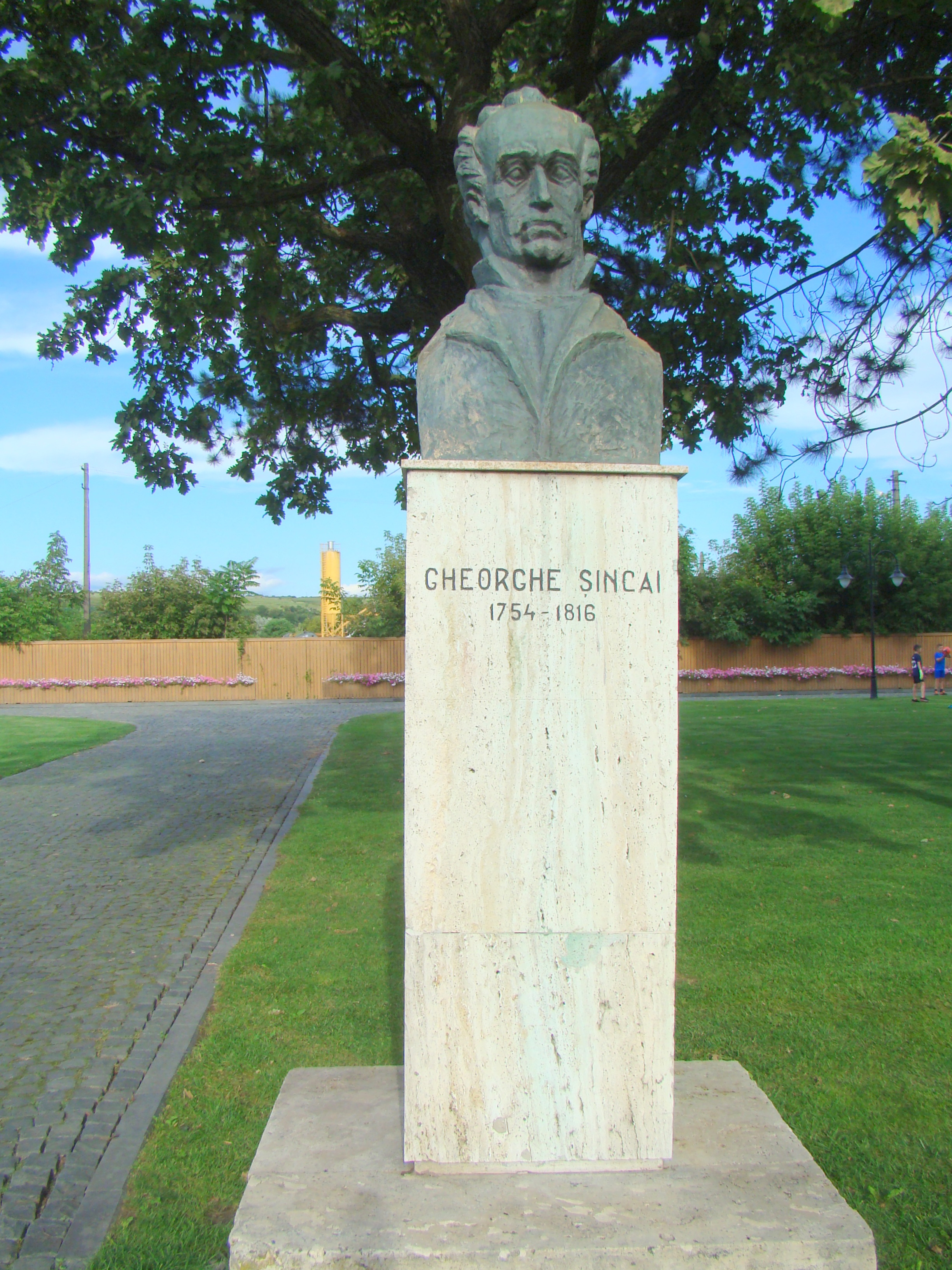
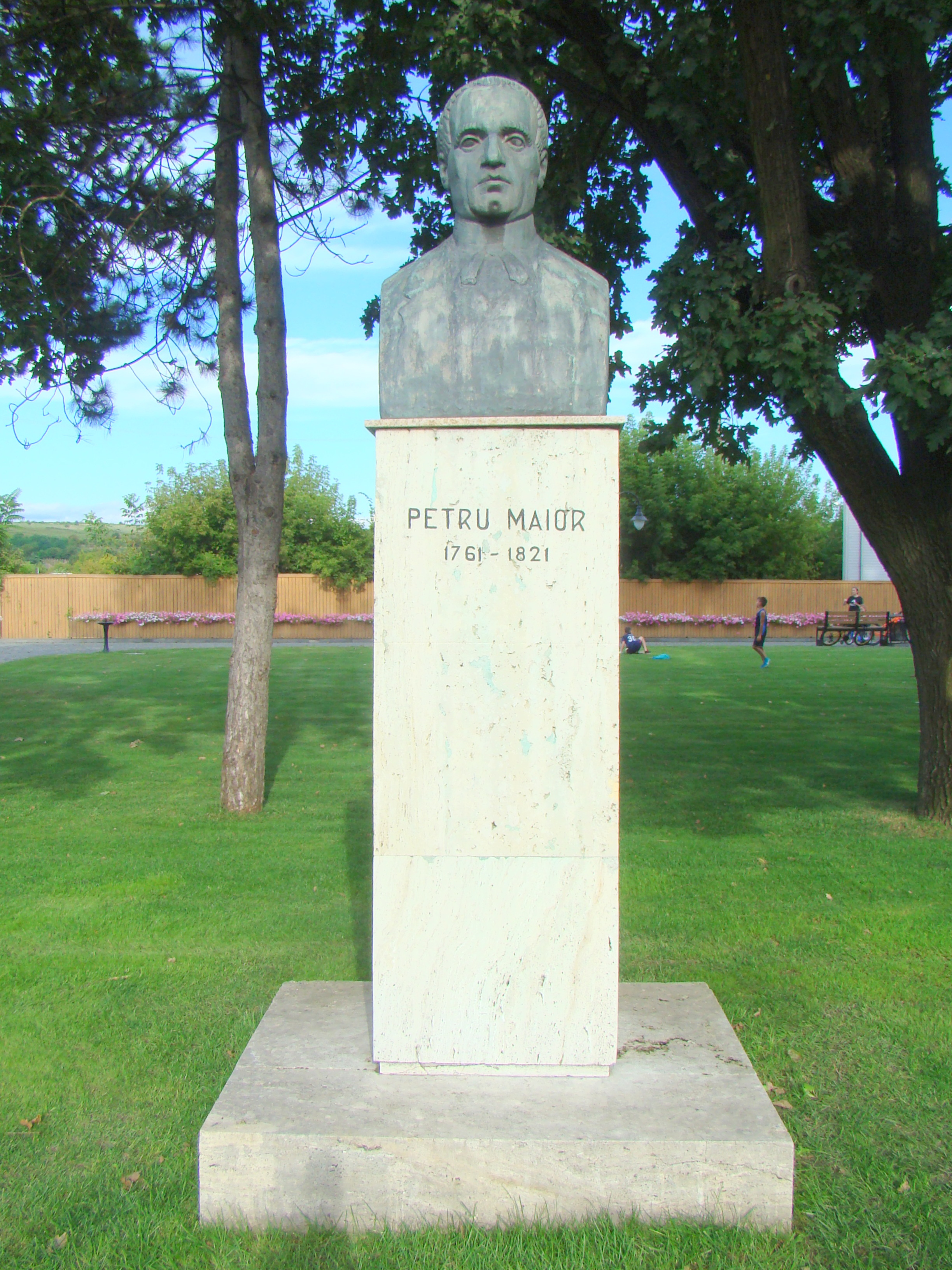
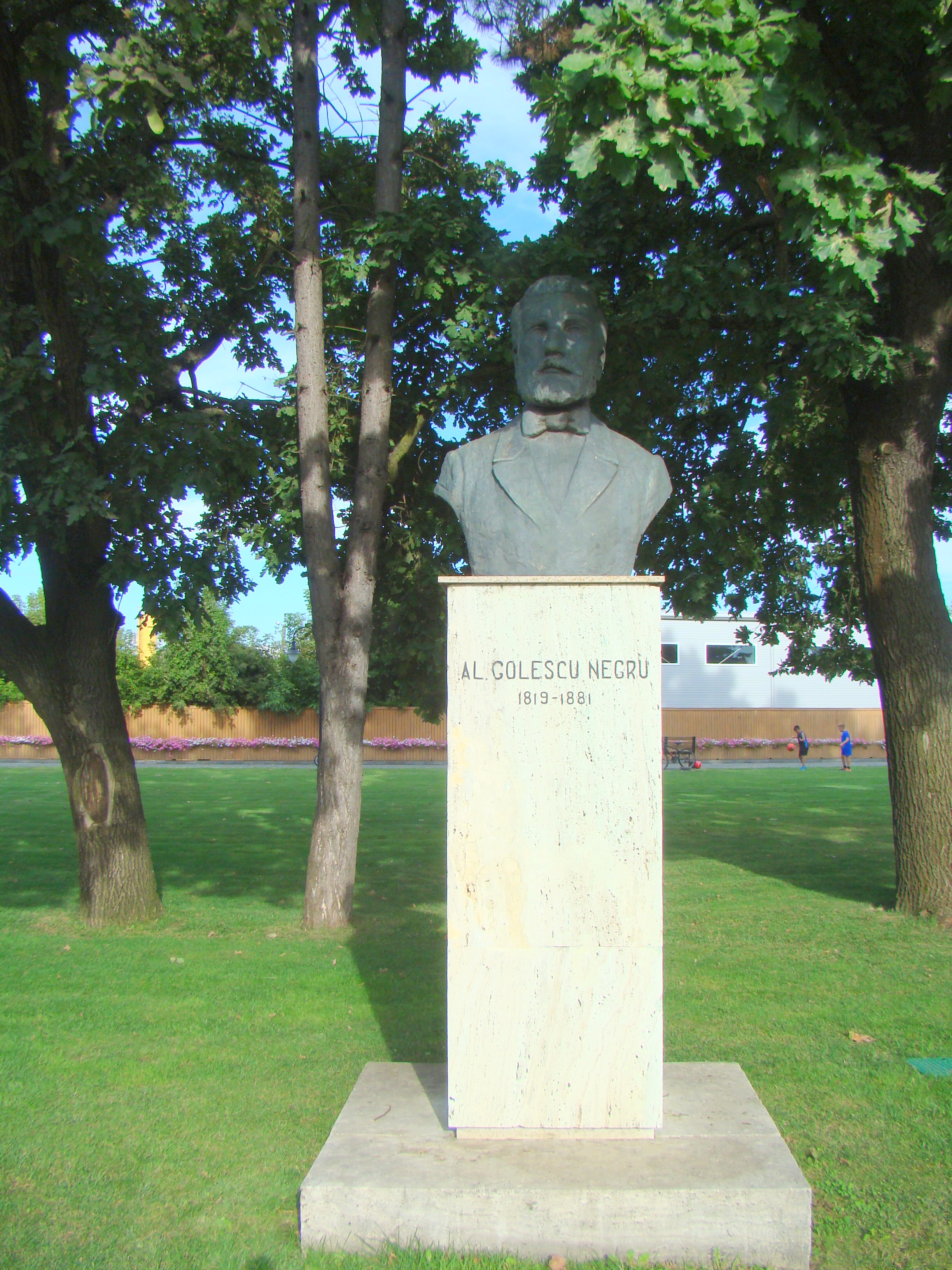
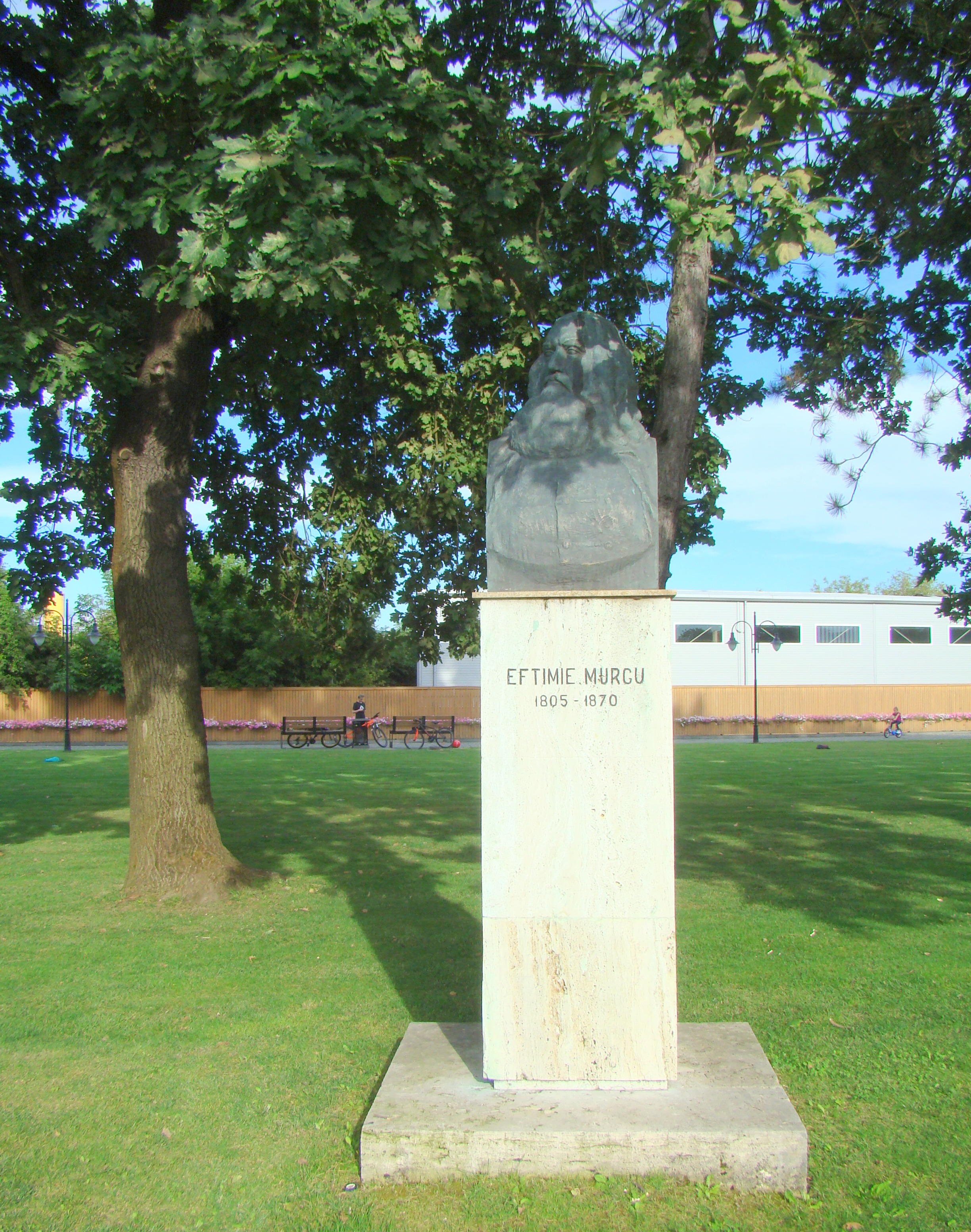
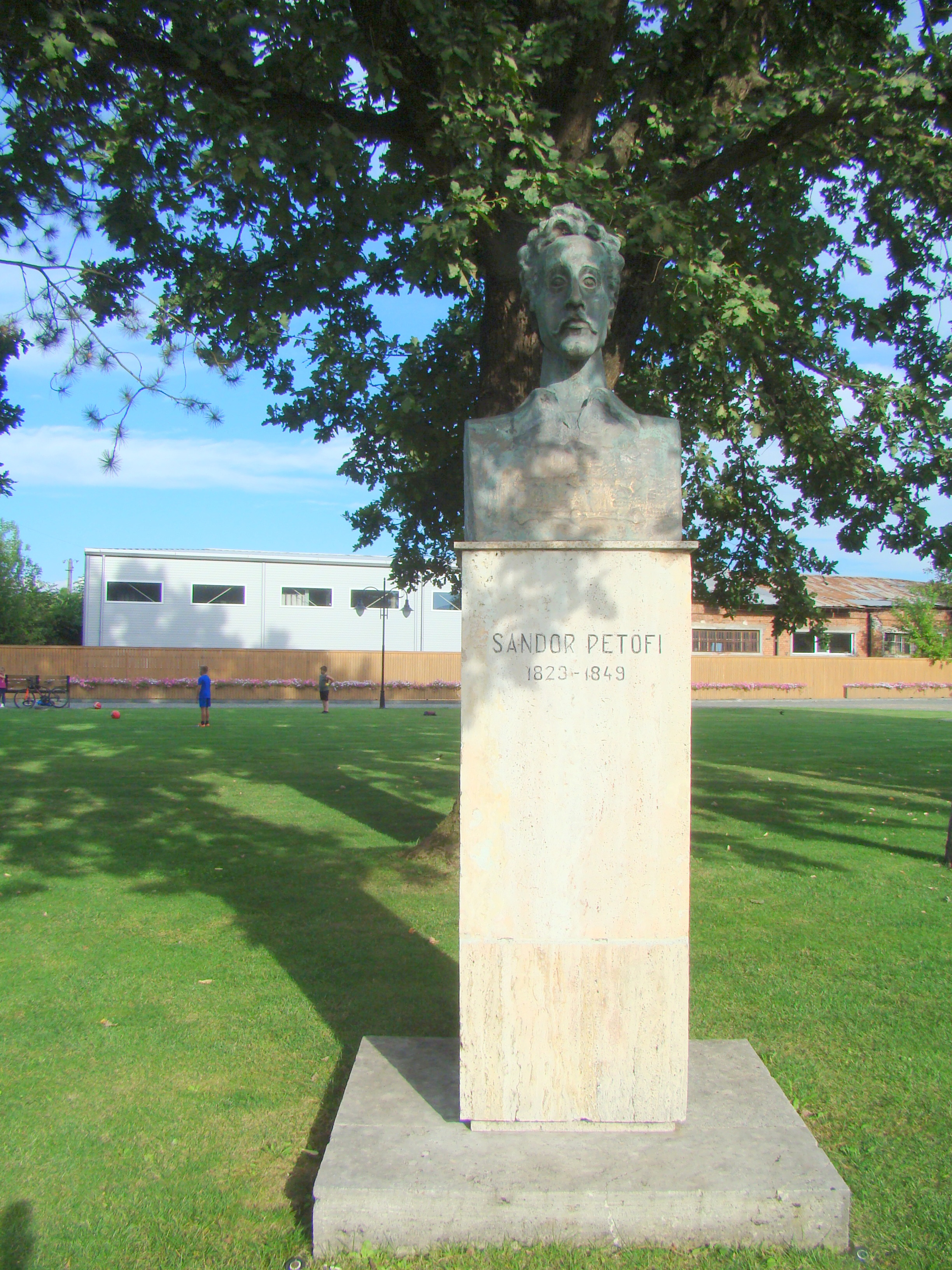
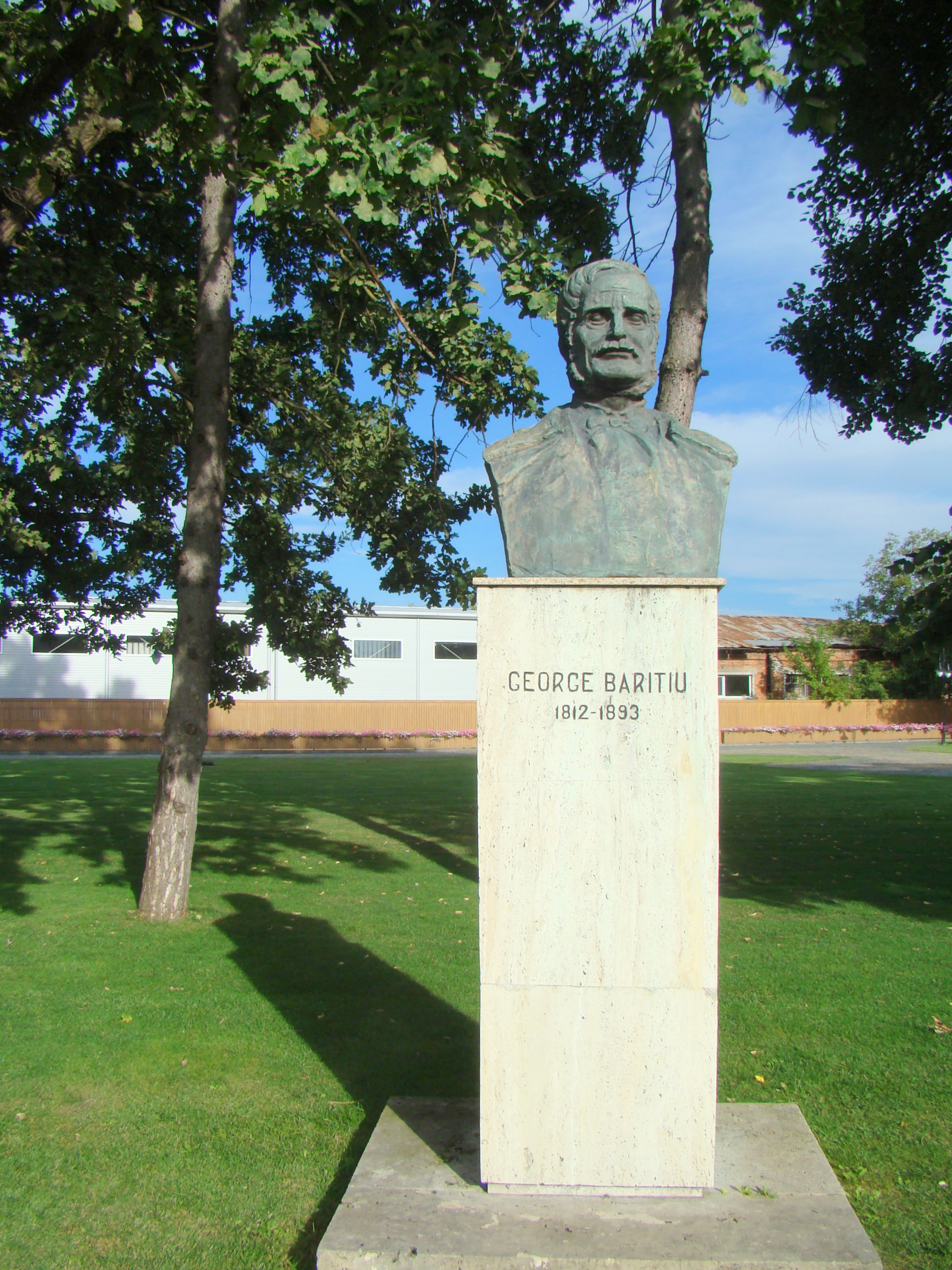
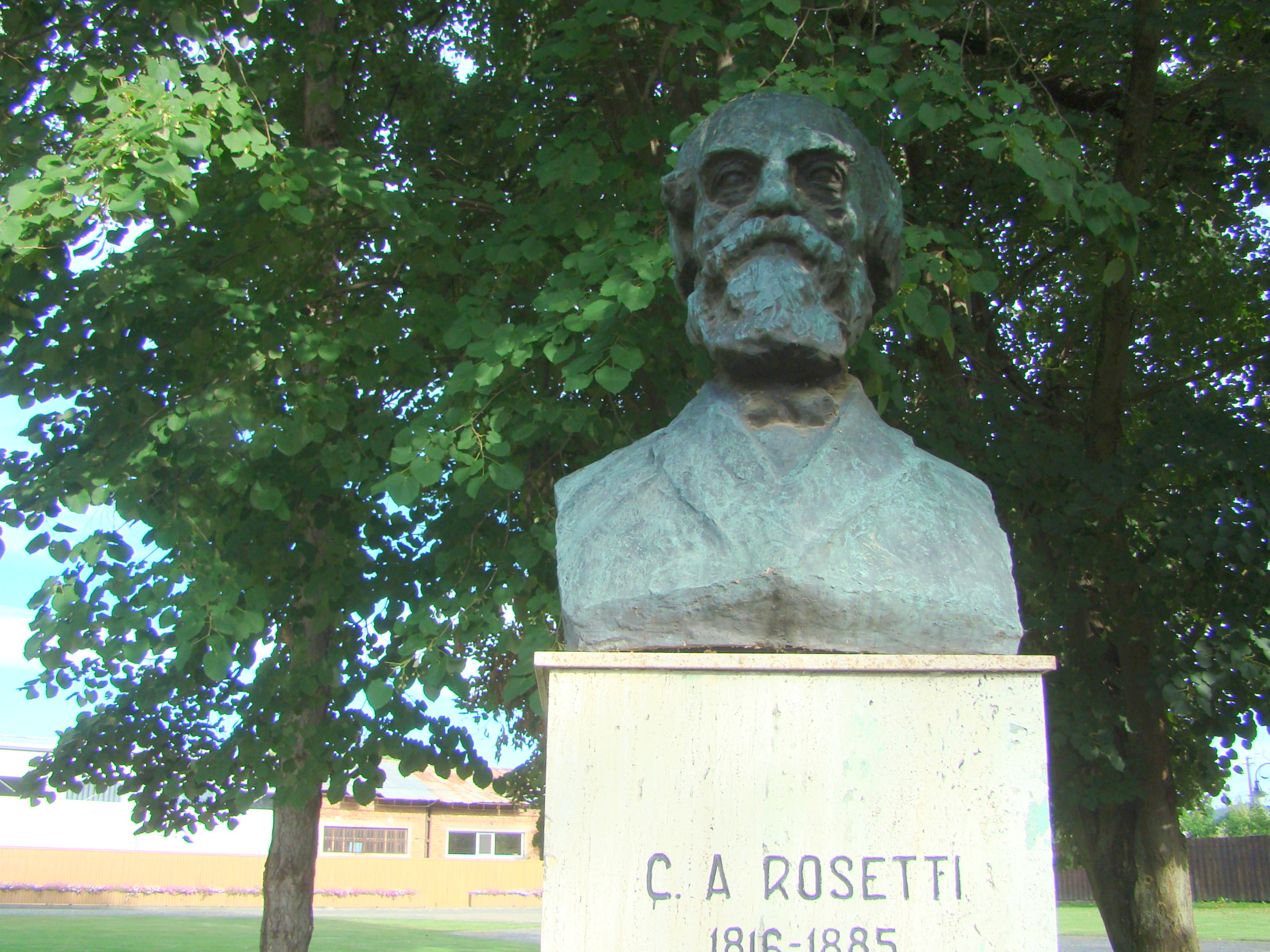
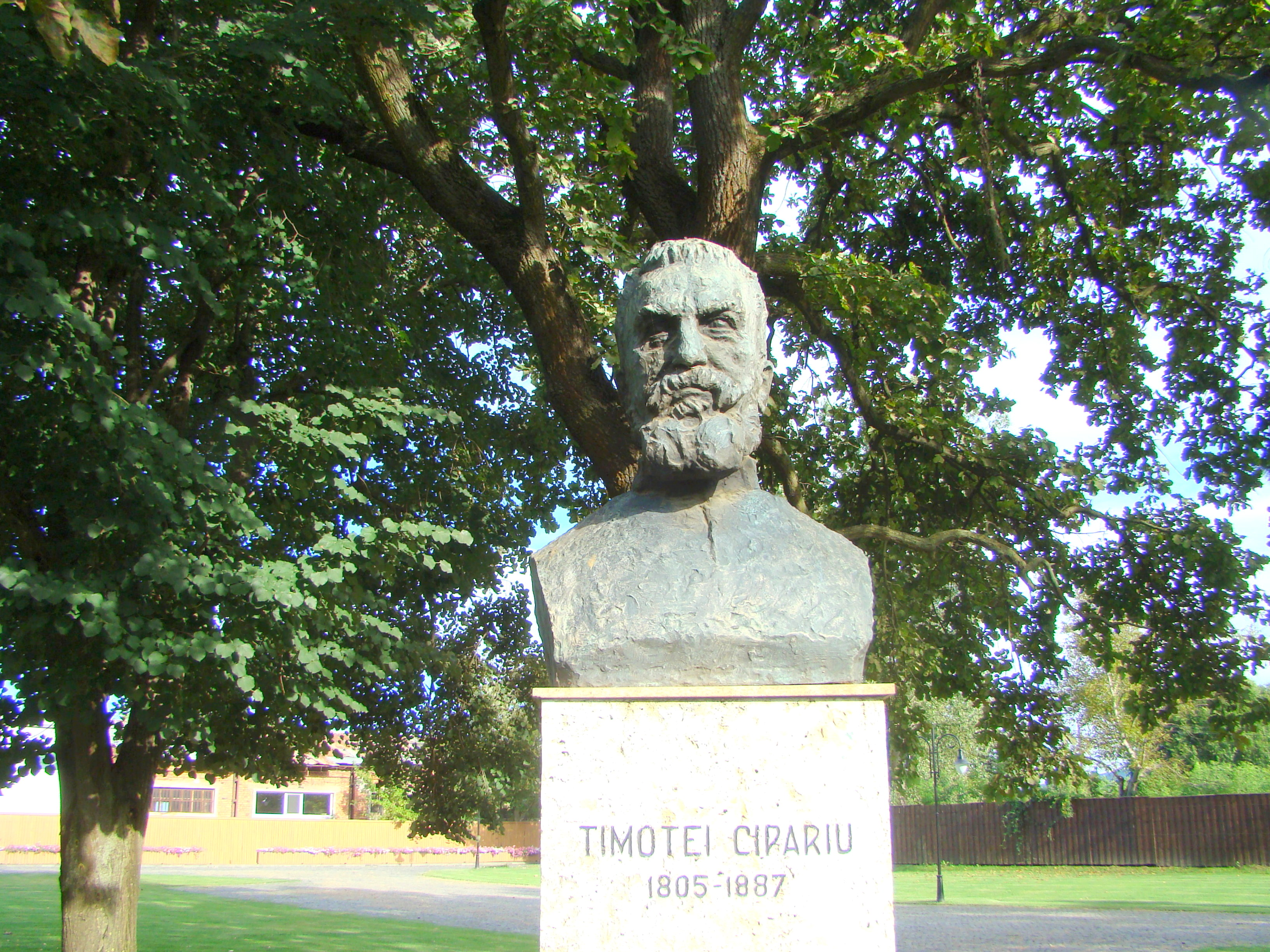
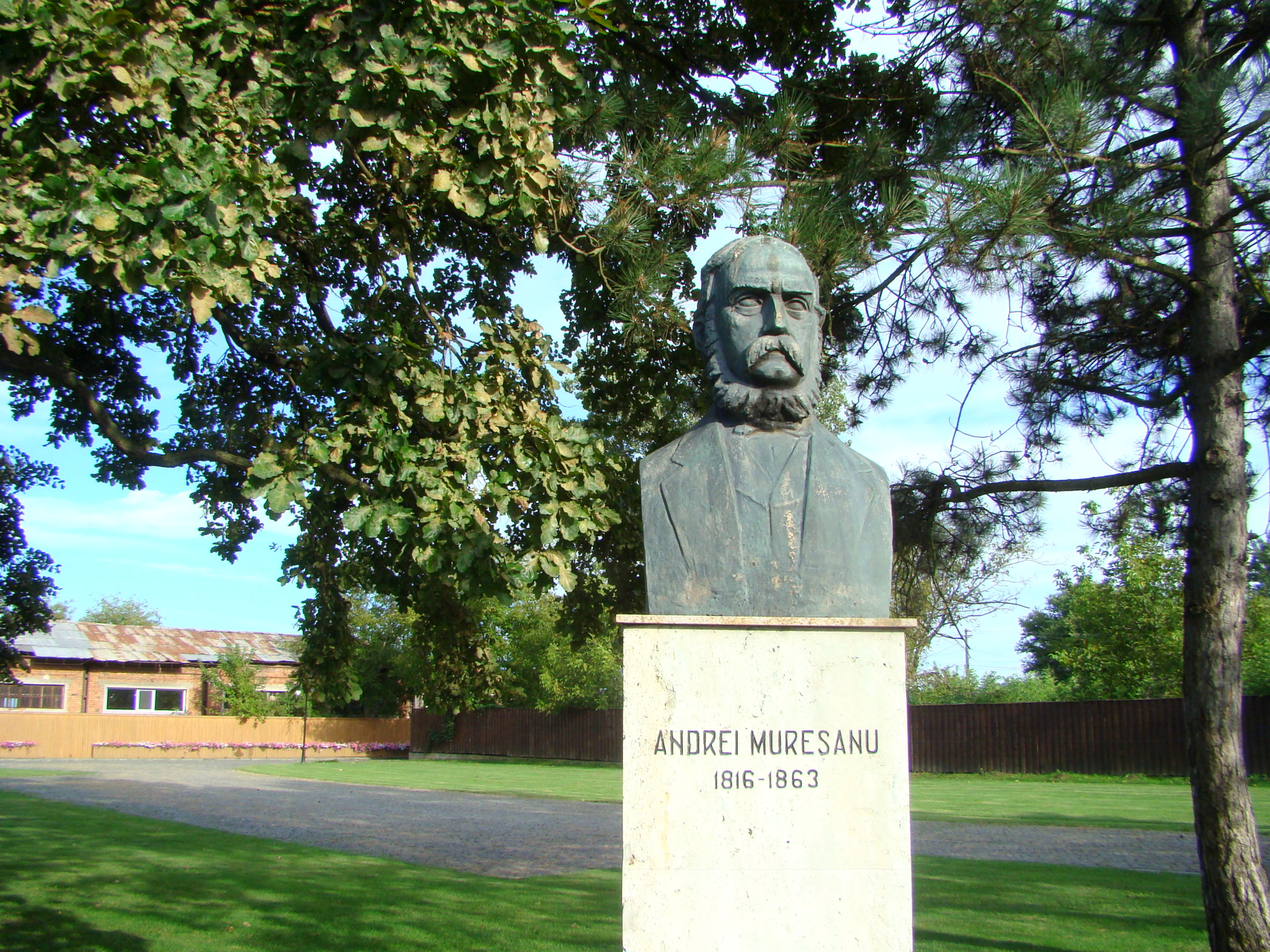
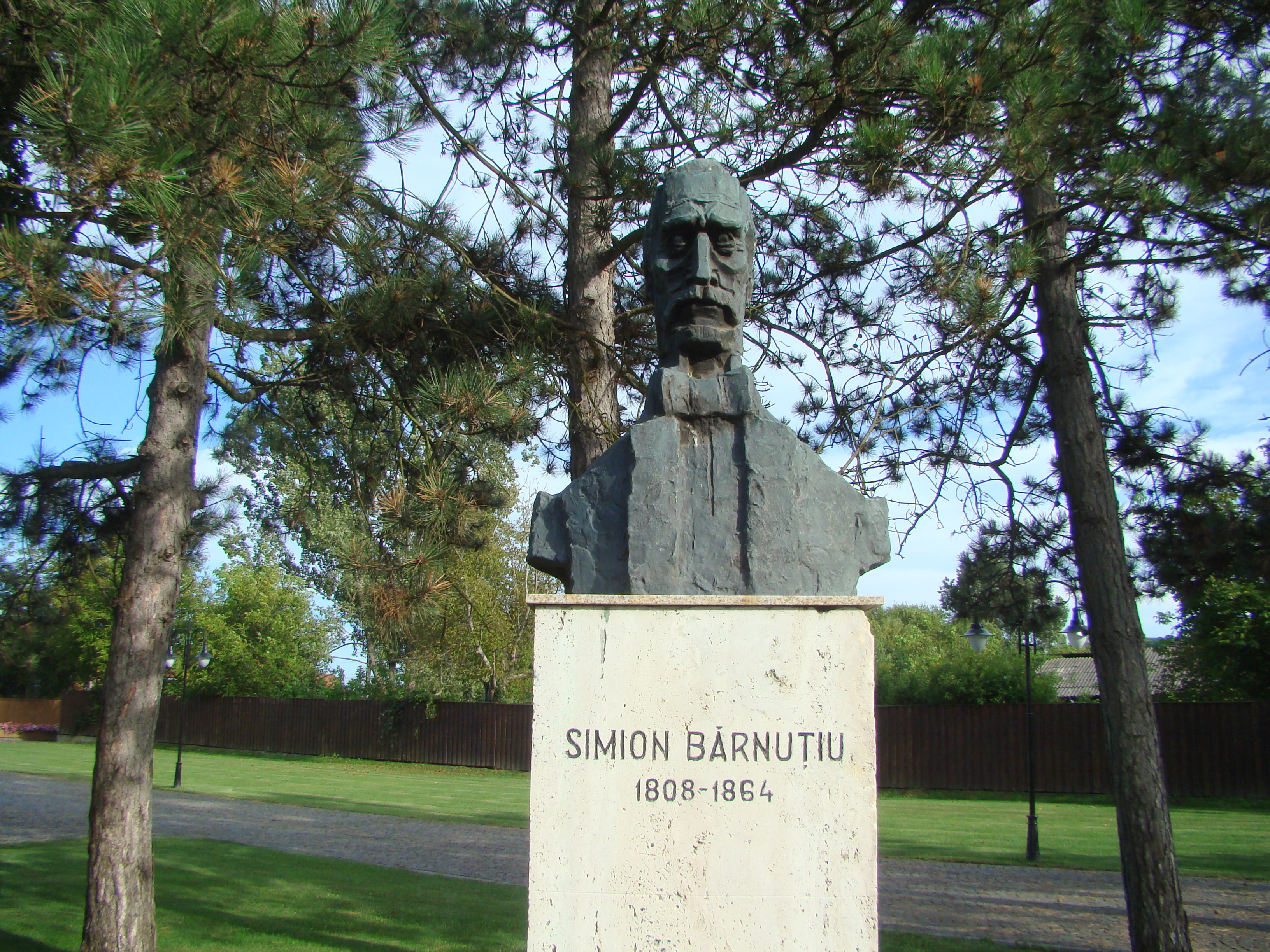
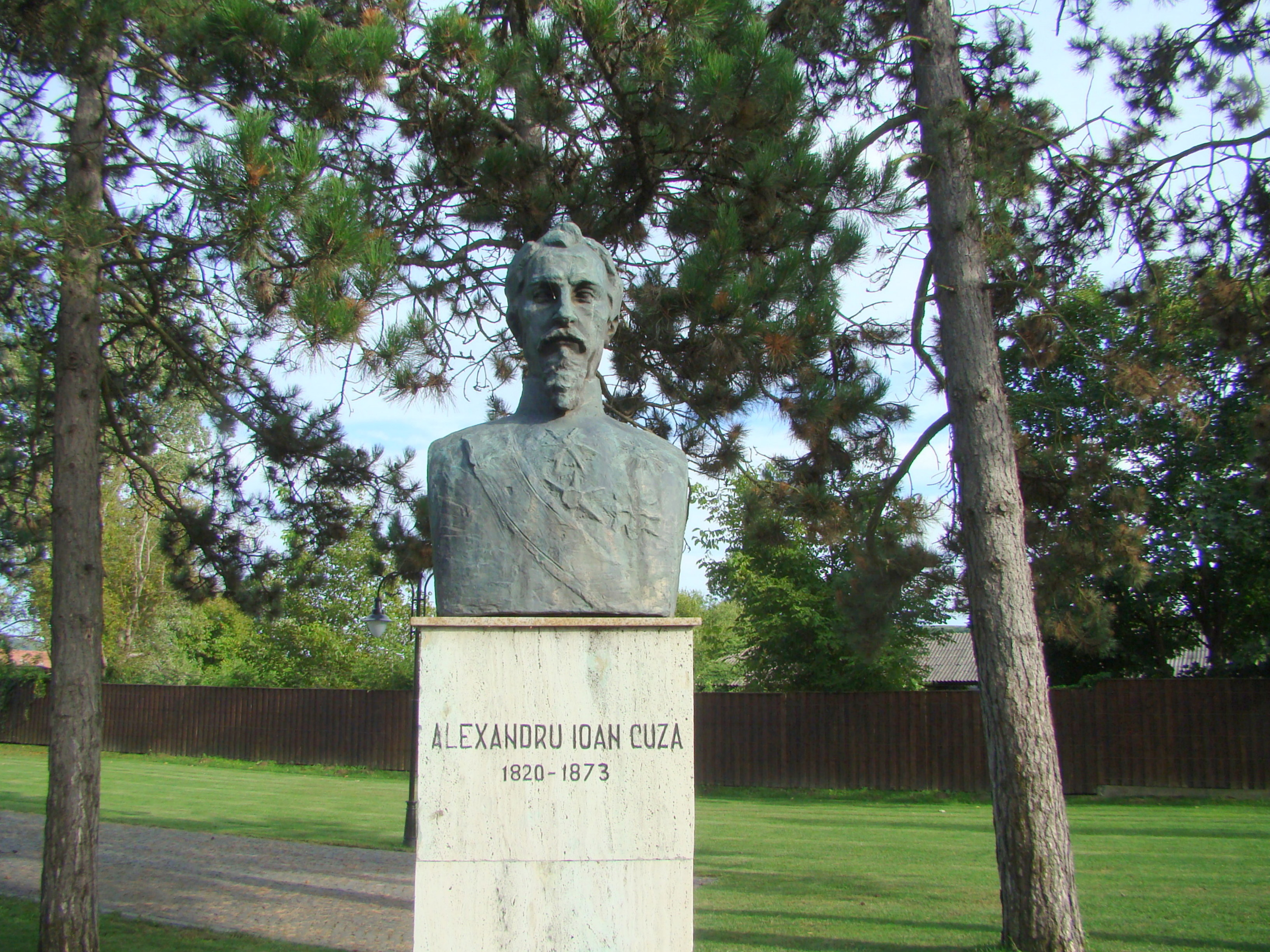
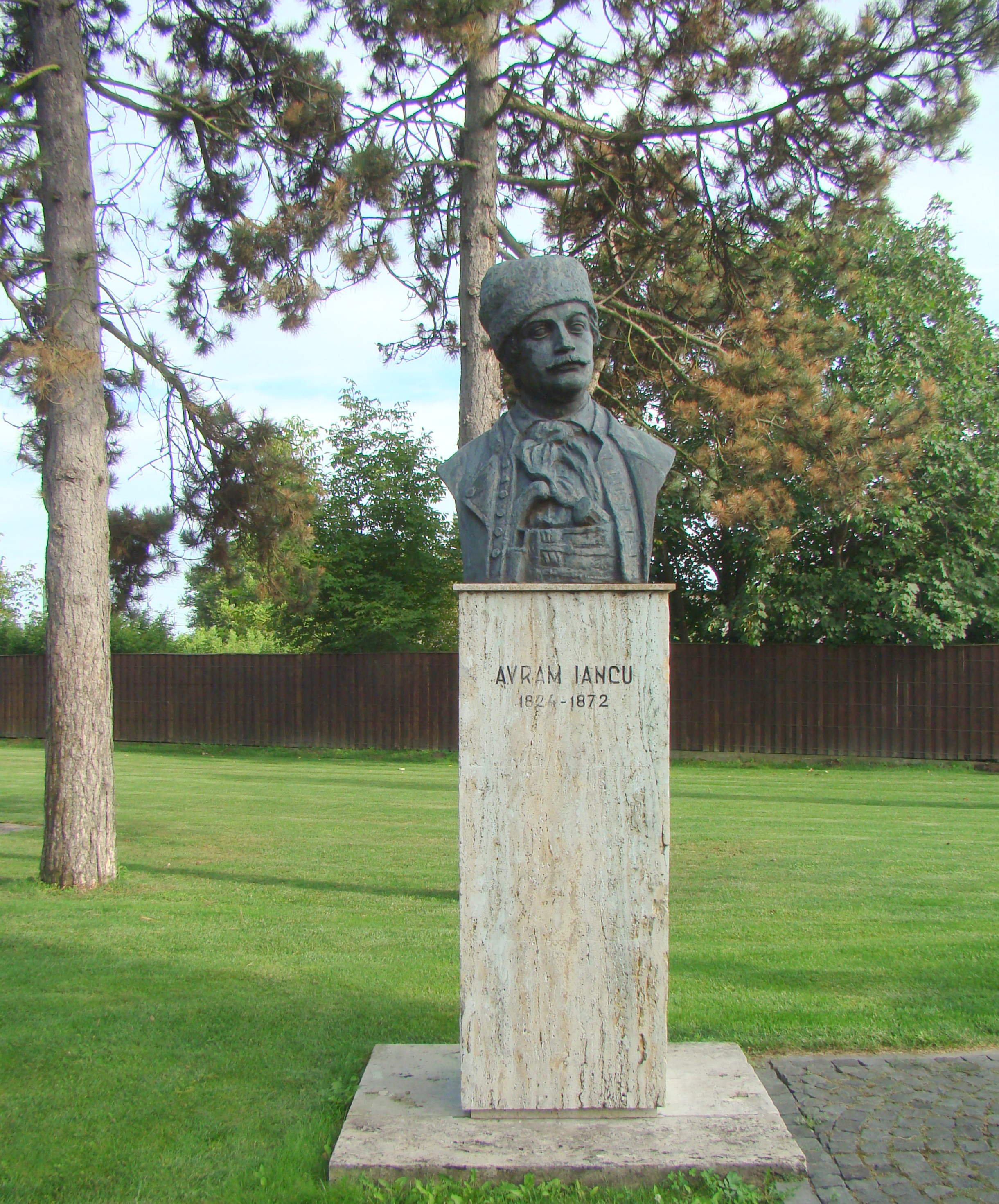
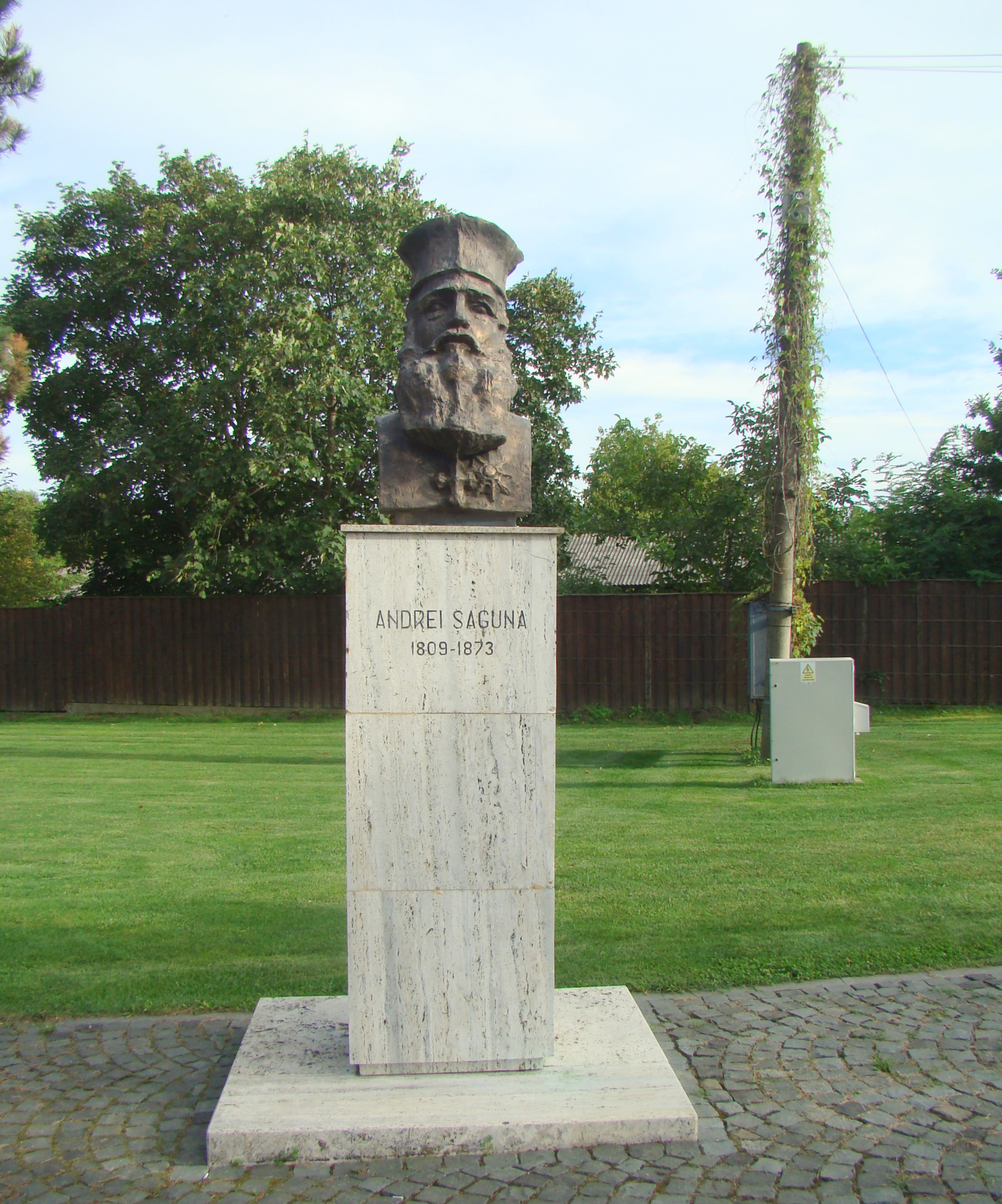
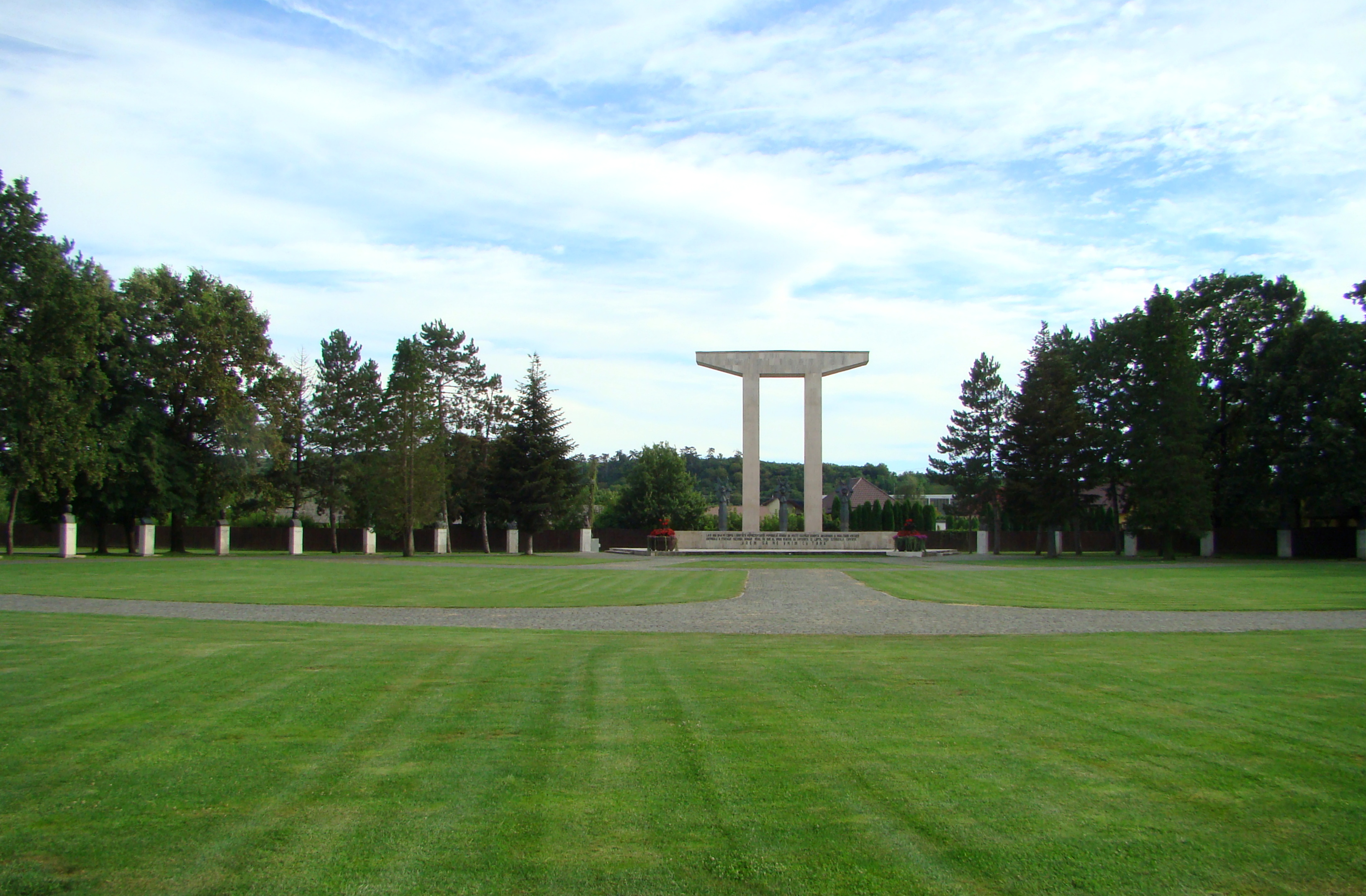
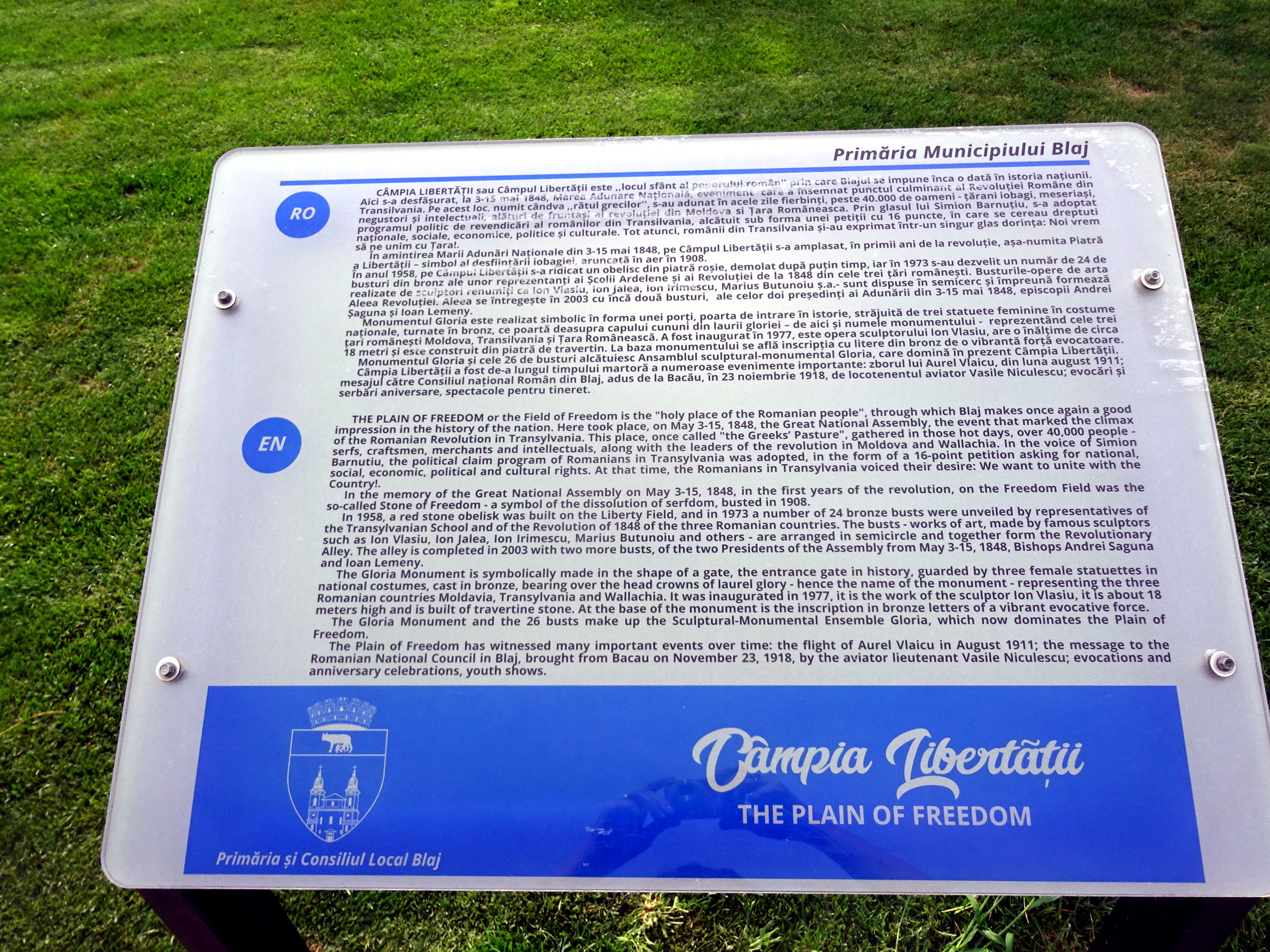
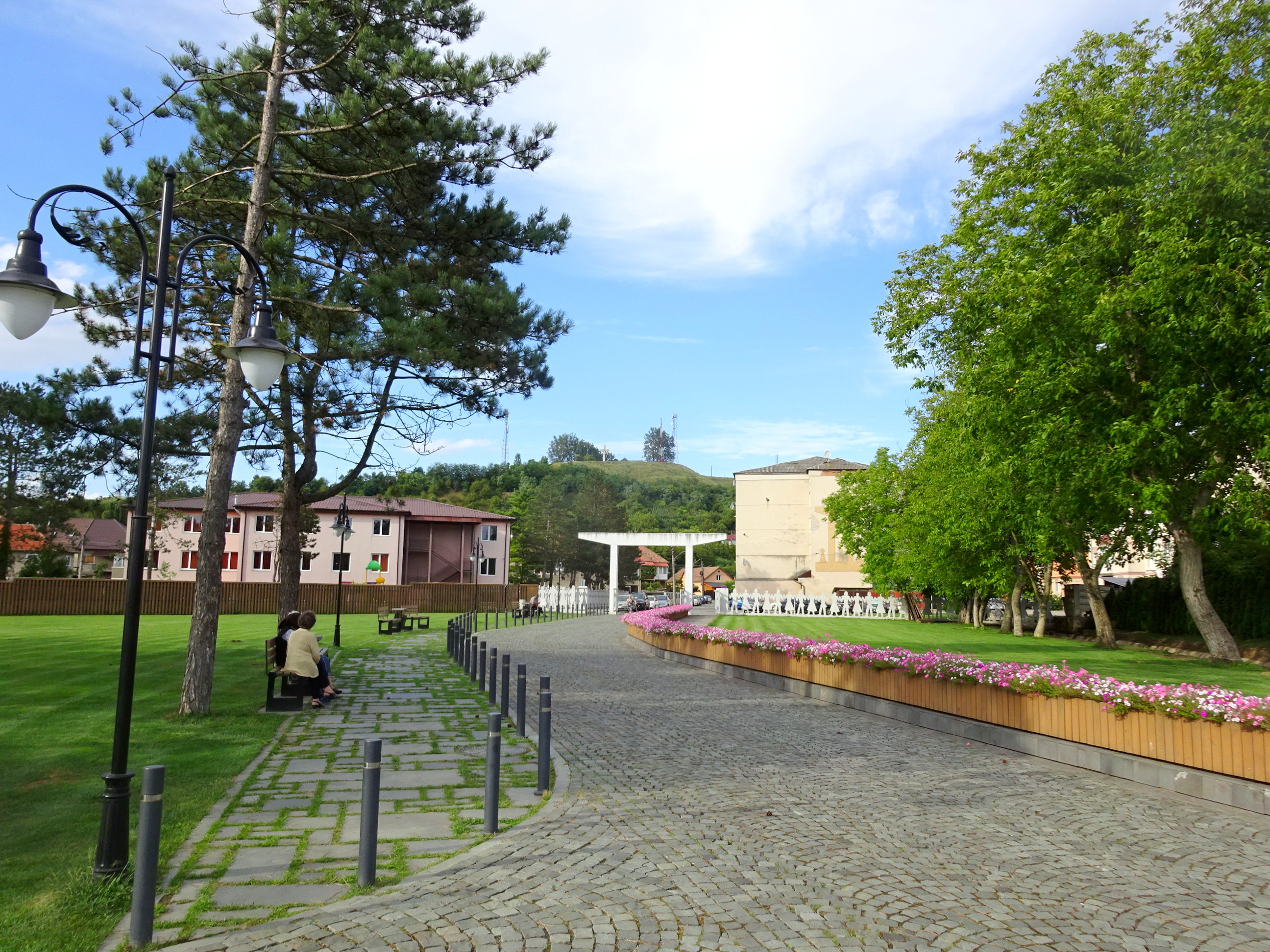
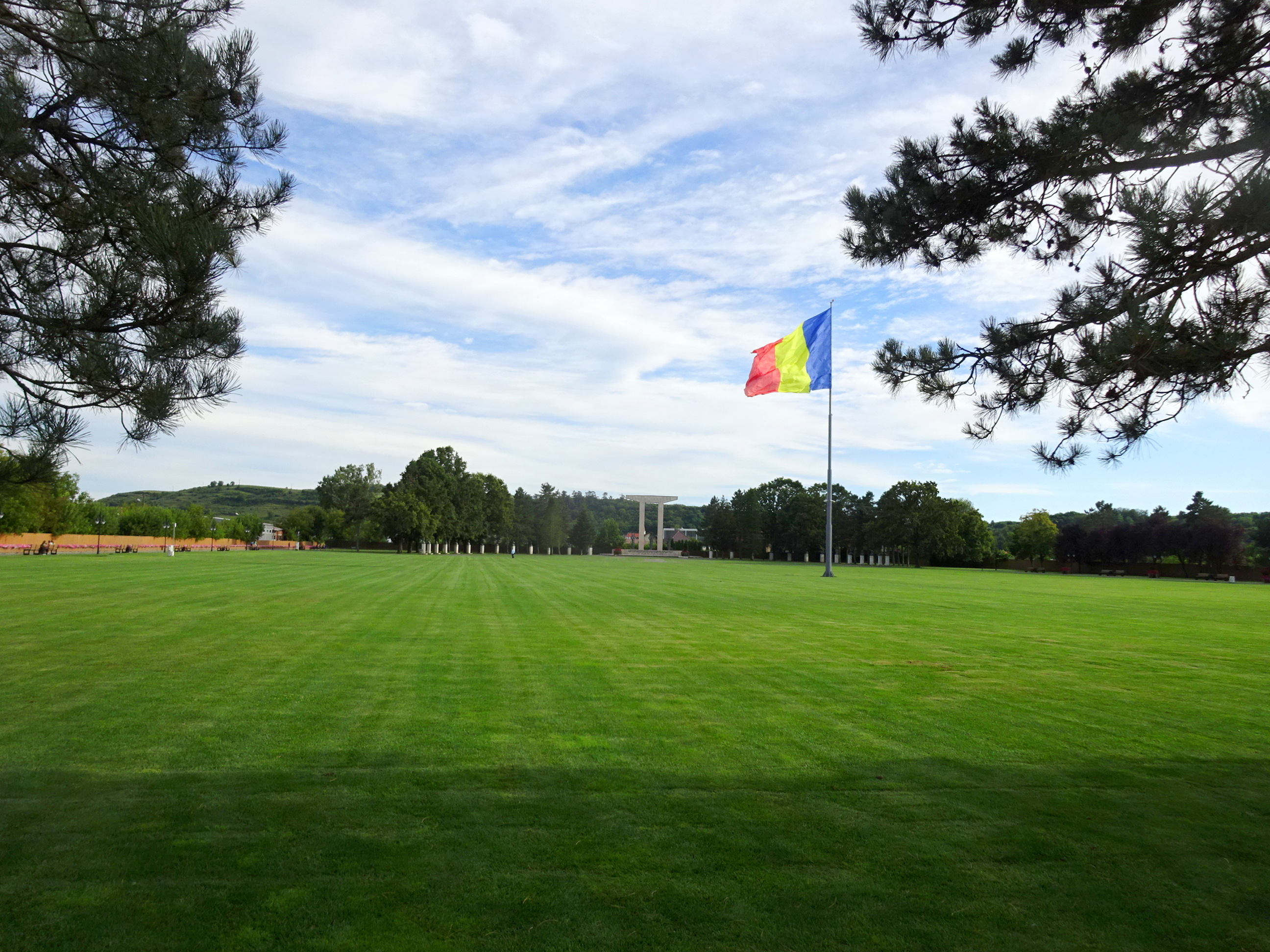
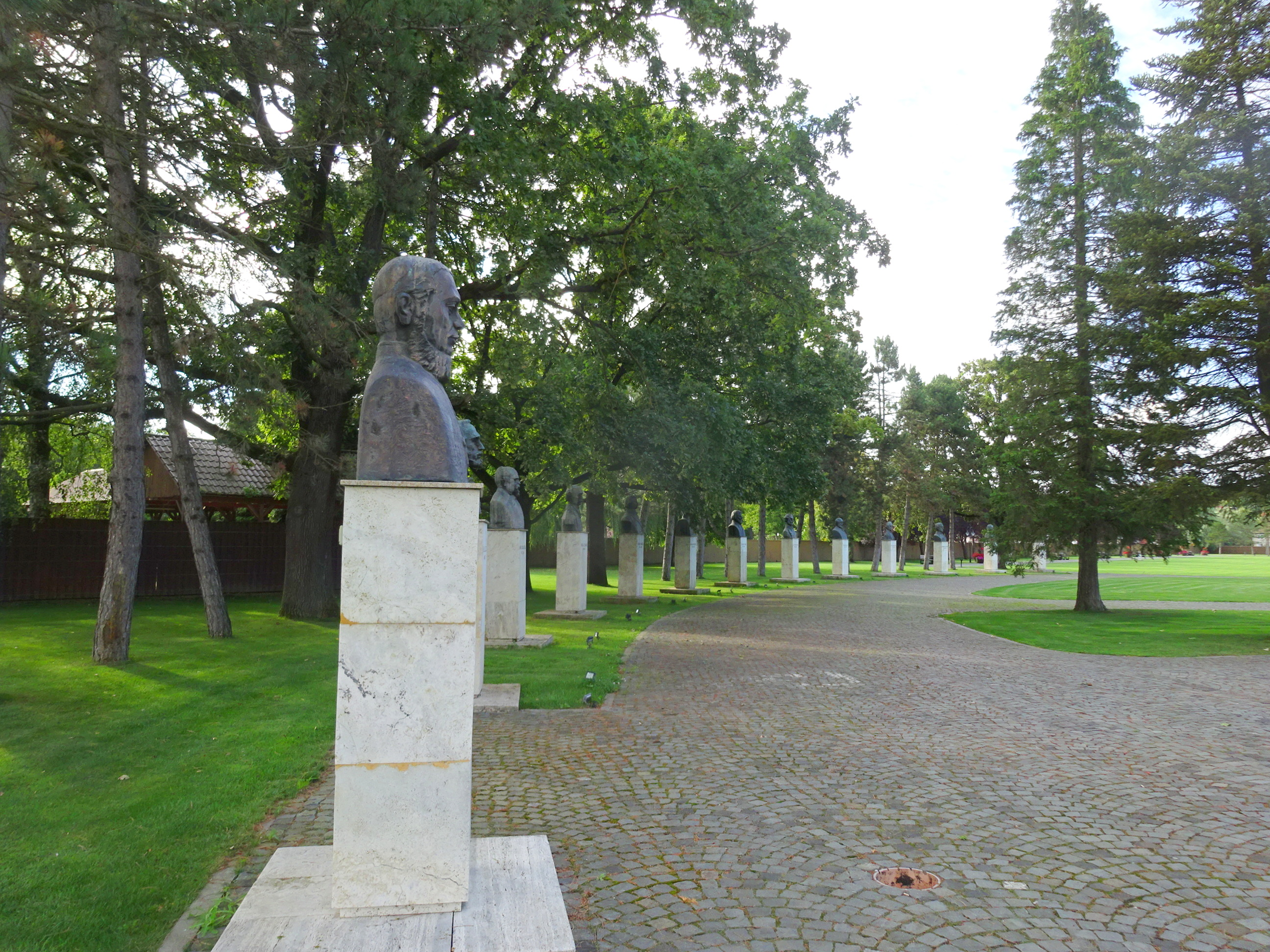
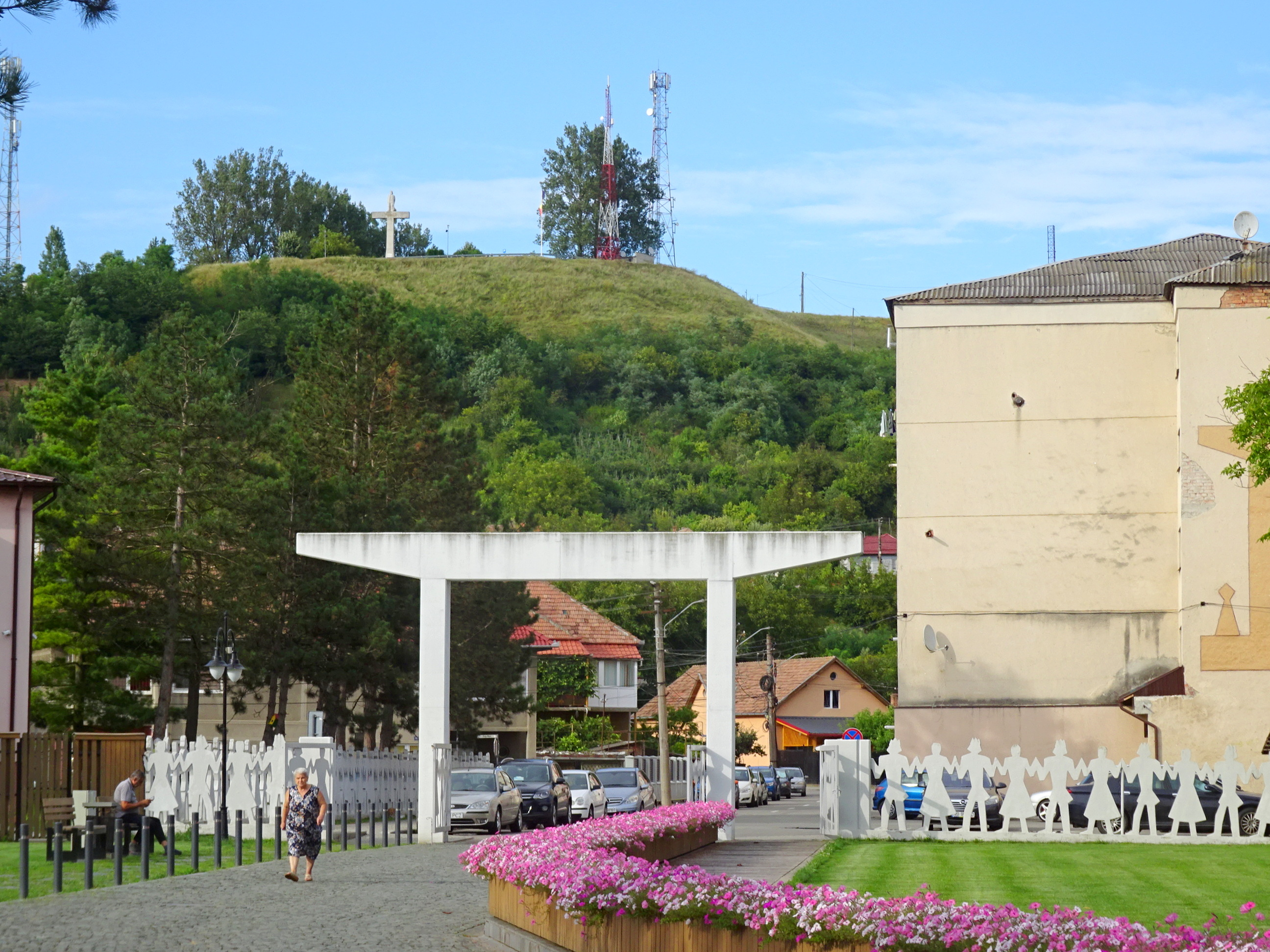